# KAA Gent in het seizoen 2022/23
Dit artikel beschrijft de prestaties van de Belgische voetbalclub KAA Gent in het seizoen 2022-2023. Dit was het 120ste in de geschiedenis van de club en hun 34ste in de hoogste klasse. De club deed mee aan de Belgische Jupiler Pro League, de Beker van België, de UEFA Europa League en de UEFA Europa Conference League.
| Seizoen 2022-23               | Seizoen 2022-23                                           |
| ----------------------------- | --------------------------------------------------------- |
| Voorzitter                    | Ivan De Witte                                             |
| Algemeen manager              | Michel Louwagie                                           |
| Trainer                       | Hein Vanhaezebrouck                                       |
| Stadion                       | Ghelamco Arena                                            |
| Competitie                    | 5de                                                       |
| Cofidis Cup                   | Kwartfinale                                               |
| Belgische Super Cup           | Verliezend finalist                                       |
| UEFA Europa League            | Play-off ronde                                            |
| UEFA Europa Conference League | Kwartfinale                                               |
| Topscorer                     | Competitie: Hugo Cuypers (27) Algemeen: Hugo Cuypers (34) |
|                               |                                                           |

Voorzitter: Ivan De Witte
CEO: Michel Louwagie
Trainer: Hein Van Haezebrouck
Stadion: Ghelamco Arena
Eindklassement Pro League: 5de plaats
Belgische Beker: kwartfinale
Belgische Supercup: verliezend finalist
UEFA Europa League: play off-ronde
UEFA Conference League: kwartfinale
Topscorer: Hugo Cuypers

## Spelerskern
Dit was de selectie voor het voetbalseizoen 2022/23.
| Nr.           | Naam                   | Nationaliteit      | Geboortedatum |
| ------------- | ---------------------- | ------------------ | ------------- |
| Keepers       |                        |                    |               |
| 1             | Paul Nardi             | Frankrijk          | 03-08-1988    |
| 33            | Davy Roef              | België             | 06-02-1994    |
| 26            | Louis Fortin           | België             | 12-01-2002    |
| Verdedigers   |                        |                    |               |
| 2             | Joseph Okumu           | Kenia              | 26-05-1997    |
| 4             | Kamil Piatkowski       | Polen              | 29-04-1997    |
| 14            | Bram Lagae             | België             | 14-01-2004    |
| 20            | Jordan Torunarigha     | Duitsland, Nigeria | 07-08-1997    |
| 25            | Núrio Fortuna          | Angola, Portugal   | 24-03-1995    |
| 31            | Bruno Godeau           | België             | 10-05-1992    |
| 35            | Cederick Van Daele     | België             | 25-08-2000    |
| 38            | Brian Agbor            | Senegal            | 14-06-2001    |
| Middenvelders |                        |                    |               |
| 7             | Hong Hyun-seok         | Zuid-Korea         | 23-11-1990    |
| 8             | Vadis Odjidja-Ofoe     | België, Ghana      | 21-02-1989    |
| 12            | Noah De Ridder         | België             | 08-10-2003    |
| 4             | Julien De Sart         | België             | 23-12-1994    |
| 14            | Alessio Castro-Montes  | België             | 17-05-1997    |
| 17            | Andrew Hjulsager       | Denemarken         | 15-01-1995    |
| 18            | Matisse Samoise        | België             | 21-11-2001    |
| 22            | Sulayman Marreh        | Gambia             | 15-01-1996    |
| 24            | Sven Kums              | België             | 26-02-1988    |
| 27            | Rune Van den Bergh     | België             | 26-09-1990    |
| Aanvallers    |                        |                    |               |
| 9             | Darko Lemajić          | Servië             | 20-08-1993    |
| 13            | Jens Petter Hauge      | Noorwegen          | 23-12-1994    |
| 11            | Hugo Cuypers           | België             | 07-02-1997    |
| 19            | Malick Fofana          | België             | 31-03-2005    |
| 20            | Gift Orban             | Nigeria            | 17-07-2002    |
| 29            | Laurent Depoitre       | België             | 27-12-1988    |
| 34            | Tarik Tissoudali       | Marokko, Nederland | 02-04-1993    |
| 39            | Matias Fernandez-Pardo | België             | 03-02-2005    |

### Overige spelers onder contract
| Nr. | Positie   | Land               | Speler           |
| --- | --------- | ------------------ | ---------------- |
| —   | Aanvaller | Vlag van Ivoorkust | Anderson Niangbo |

### Verhuurd
| Nr. | Positie      | Nationaliteit    | Speler                                                      |
| --- | ------------ | ---------------- | ----------------------------------------------------------- |
| —   | Middenvelder | Vlag van Georgië | Giorgi Chakvetadze (aan Slovan Bratislava tot 30 juni 2023) |
| —   | Aanvaller    | ,                | Jordan Botaka (aan Hapoel Jerusalem tot 30 juni 2023)       |
| —   | Aanvaller    | Vlag van België  | Gianni Bruno (aan Sint-Truiden tot 30 juni 2023)            |

## Transfers

### Inkomend
| Pos | Speler            | Getransfereerd van  | Bedrag      | Datum            |
| --- | ----------------- | ------------------- | ----------- | ---------------- |
| FW  | Hugo Cuypers      | Mechelen            | Niet bekend | 14 juni 2022     |
| MF  | Hong Hyun-seok    | LASK                | Niet bekend | 8 augustus 2022  |
| FW  | Jens Petter Hauge | Eintracht Frankfurt | Verhuurd    | 16 augustus 2022 |
| GK  | Paul Nardi        | Lorient             | Niet bekend | 31 augustus 2022 |
| DF  | Kamil Piątkowski  | Red Bull Salzburg   | Verhuurd    | 17 januari 2023  |
| FW  | Gift Orban        | Stabæk              | Niet bekend | 31 januari 2023  |
| MF  | Keegan Jelacic    | Perth Glory         | Niet bekend | 30 mei 2023      |

### Out
| Pos | Speler                 | Getransfereerd naar | Bedrag                          | Datum            |
| --- | ---------------------- | ------------------- | ------------------------------- | ---------------- |
| FW  | Yonas Malede           | KV Mechelen         | Niet bekend                     | 15 juni 2022     |
| FW  | Osman Bukari           | Rode Ster Belgrado  | Niet bekend                     | 21 juni 2022     |
| DF  | Christopher Opéri      | Geen                | Wederzijdse contractbeëindiging | 21 juni 2022     |
| MF  | Giorgi Chakvetadze     | Slovan Bratislava   | Verhuurd                        | 4 juli 2022      |
| MF  | Adewale Oladoye        | AS Trenčín          | Niet bekend                     | 6 juli 2022      |
| FW  | Gianni Bruno           | Sint-Truiden        | Verhuurd                        | 11 juli 2022     |
| FW  | Jordan Botaka          | Hapoel Jerusalem    | Verhuurd                        | 15 Augustus 2022 |
| DF  | Andreas Hanche-Olsen   | FSV Mainz 05        | Niet bekend                     | 13 Januari 2023  |
| MF  | Elisha Owusu           | AJ Auxerre          | Niet bekend                     | 16 Januari 2023  |
| FW  | Ibrahim Salah          | Stade Rennais       | Niet bekend                     | 31 Januari 2023  |
| DF  | Michael Ngadeu-Ngadjui | Beijing Guoan       | Niet bekend                     | 29 Maart 2023    |

## Pre-seizoens- en vriendschappelijke wedstrijden
| 18 juni 2022 vriendschappelijk | Dikkelvenne | 0–6 | Gent | Dikkelvenne, België |

| 24 juni 2022 vriendschappelijk | Westerlo | 6–2 | Gent | Westerlo, België |

| 1 juli 2022 vriendschappelijk | Hajduk Split | 0–3 | Gent | Friedberg, Oostenrijk |

| 4 juli 2022 vriendschappelijk | Aris Thessaloniki | 1–0 | Gent | Söchau, Oostenrijk |

| 9 juli 2022 vriendschappelijk | Gent | 2–1 | Midtjylland | Gent, België |

| 12 juli 2022 vriendschappelijk | Gent | 2–2 | Beveren | Gent, België |

| 7 December 2022 vriendschappelijk | K.R.C. Gent | 0–5 | Gent | Oostakker, België |

| 14 December 2022 vriendschappelijk | Gent | 4–1 | Heerenveen | Oliva, Spanje |

## Competities
| Competitie                    | Eerste wedstrijd | Laatste wedstrijd | Eerste ronde   | Eindklassering      | Statistieken | Statistieken | Statistieken | Statistieken | Statistieken | Statistieken | Statistieken | Statistieken |
| Competitie                    | Eerste wedstrijd | Laatste wedstrijd | Eerste ronde   | Eindklassering      | Pld          | W            | D            | V            | DV           | DT           | DS           | Win %        |
| ----------------------------- | ---------------- | ----------------- | -------------- | ------------------- | ------------ | ------------ | ------------ | ------------ | ------------ | ------------ | ------------ | ------------ |
| Pro League                    | 22 juli 2022     | 23 april 2023     | Matchdag 1     | 5e                  | 34           | 16           | 8            | 10           | 64           | 38           | +26          | 47.06        |
| Pro League Play-off II        | 29 april 2023    | 3 juni 2023       | 1st            | 1st                 | 6            | 5            | 1            | 0            | 17           | 6            | +11          | 83.33        |
| Belgische Beker               | 9 november 2022  | 12 januari 2023   | Zesde ronde    | Kwartfinale         | 3            | 2            | 0            | 1            | 7            | 4            | +3           | 66.67        |
| Belgische Super Cup           | 17 Juli 2022     | 17 Juli 2022      | Finale         | Verliezend finalist | 1            | 0            | 0            | 1            | 0            | 1            | −1           | 0.00         |
| UEFA Europa League            | 18 augustus 2022 | 25 augustus 2022  | Play-off round | Play-off ronde      | 2            | 0            | 0            | 2            | 0            | 4            | −4           | 0.00         |
| UEFA Europa Conference League | 8 September 2022 | 20 April 2023     | Groepsfase     | Kwartfinale         | 12           | 4            | 4            | 4            | 18           | 14           | +4           | 33.33        |
| Totaal                        | Totaal           | Totaal            | Totaal         | Totaal              | 58           | 27           | 13           | 18           | 106          | 67           | +39          | 46.55        |

Bron: Soccerway

#### Samenvatting van resultaten
| Algemeen | Algemeen | Algemeen | Algemeen | Algemeen | Algemeen | Algemeen | Algemeen | Thuiswedstrijden | Thuiswedstrijden | Thuiswedstrijden | Thuiswedstrijden | Thuiswedstrijden | Thuiswedstrijden | Uitwedstrijden | Uitwedstrijden | Uitwedstrijden | Uitwedstrijden | Uitwedstrijden | Uitwedstrijden |
| Wed.     | W        | D        | L        | DV       | DT       | DS       | Pts      | W                | D                | L                | DV               | DT               | DS               | W              | D              | L              | DV             | DT             | DS             |
| -------- | -------- | -------- | -------- | -------- | -------- | -------- | -------- | ---------------- | ---------------- | ---------------- | ---------------- | ---------------- | ---------------- | -------------- | -------------- | -------------- | -------------- | -------------- | -------------- |
| 34       | 16       | 8        | 10       | 64       | 38       | +26      | 56       | 9                | 4                | 4                | 28               | 16               | +12              | 7              | 4              | 6              | 36             | 22             | +14            |

Bron: Jupiler Pro League

#### Resultaten per speeldag
| Ronde      | 1 | 2 | 3 | 4 | 6 | 5 | 7 | 8 | 9 | 10 | 11 | 12 | 13 | 14 | 15 | 16 | 17 | 18 | 19 | 20 | 21 | 22 | 23 | 24 | 25 | 26 | 27 | 28 | 29 | 30 | 31 | 32 | 33 | 34 |
| ---------- | - | - | - | - | - | - | - | - | - | -- | -- | -- | -- | -- | -- | -- | -- | -- | -- | -- | -- | -- | -- | -- | -- | -- | -- | -- | -- | -- | -- | -- | -- | -- |
| Thuis/Uit  | V | T | T | V | T | V | V | T | V | T  | V  | T  | V  | T  | V  | T  | V  | T  | V  | T  | T  | V  | V  | T  | V  | T  | V  | T  | V  | T  | A  | T  | A  | T  |
| Resultaten | D | D | W | W | L | W | L | W | L | L  | W  | W  | L  | W  | D  | W  | W  | D  | L  | W  | D  | W  | L  | L  | D  | W  | L  | W  | W  | W  | W  | D  | D  | L  |
| Positie    |   |   |   |   |   |   |   |   |   |    |    |    |    |    |    |    |    |    |    |    |    |    |    |    |    |    |    |    |    |    |    |    |    | 5  |

Bijgewerkt op 23 April 2023. Source: Jupiler Pro League
V = Verplaatsing; T = Thuis; W = Gewonnen; D = Gelijkspel; L = Verloren

#### Wedstrijden
| 22 juli 20221 | Standard Liège | 2–2 | Gent | Liège |

| 29 juli 20222 | Gent | 1–1 | Sint-Truiden | Gent |

| 7 August 20223 | Gent | 2–1 | Westerlo | Gent |

| 12 August 20224 | Oostende | 1–3 | Gent | Oostende |

| 28 August 20226 | Gent | 1–2 | Antwerp | Gent |

| 1 september 20225 | Anderlecht | 0–1 | Gent | Anderlecht |

| 4 september 20227 | Charleroi | 2–1 | Gent | Charleroi |

| 11 september 20228 | Gent | 2–0 | Zulte Waregem | Gent |

| 18 september 20229 | Genk | 1–0 | Gent | Genk |

| 2 oktober 202210 | Gent | 3–4 | Cercle Brugge | Gent |

| 9 oktober 202211 | Eupen | 0–4 | Gent | Eupen |

| 16 oktober 202212 | Gent | 3–0 | Mechelen | Gent |

| 19 oktober 202213 | Union SG | 2–0 | Gent | Brussel |

| 23 oktober 202214 | Gent | 2–1 | Seraing | Gent |

| 30 oktober 202215 | OH Leuven | 1–1 | Gent | Heverlee |

| 6 november 202216 | Gent | 2–0 | Club Brugge | Gent |

| 13 november 202217 | Kortrijk | 0–4 | Gent | Kortrijk |

| 23 december 202218 | Gent | 0–0 | Standard Liège | Gent |

| 7 januari 202319 | Antwerp | 2–0 | Gent | Antwerpen |

| 15 januari 202320 | Gent | 2–1 | Kortrijk | Gent |

| 19 januari 202321 | Gent | 0–0 | Charleroi | Gent |

| 22 januari 202322 | Sint-Truiden | 0–3 | Gent | Sint-Truiden |

| 29 januari 202323 | Cercle Brugge | 3–2 | Gent | Brugge |

| 5 februari 202324 | Gent | 2–3 | Genk | Gent |

| 11 februari 202325 | Westerlo | 3–3 | Gent | Westerlo |

| 19 februari 202326 | Gent | 2–0 | OH Leuven | Gent |

| 26 februari 202327 | Club Brugge | 2–0 | Gent | Brugge |

| 5 maart 202328 | Gent | 1–0 | Anderlecht | Gent |

| 12 maart 202329 | Zulte Waregem | 2–6 | Gent | Waregem |

| 19 maart 202330 | Gent | 3–0 | Eupen | Gent |

| 1 april 202331 | Seraing | 0–5 | Gent | Seraing |

| 8 april 202332 | Gent | 1–1 | Union SG | Gent |

| 16 april 202333 | Mechelen | 1–1 | Gent | Mechelen |

| 23 april 202334 | Gent | 1–2 | Oostende | Gent |

#### Play-offs II
Punten behaald tijdens de reguliere competitie werden gehalveerd (en afgerond) voor de start van de play-offs. KAA Gent en Standard Luik begonnen met 28 punten, KVC Westerlo met 26 en Cercle Brugge met 25. Omdat de punten van Standard en Westerlo werden afgerond, zouden ze bij een gelijkspel altijd lager worden gerangschikt dan het team (of de teams) waarmee ze gelijk stonden. De beslissende factor daarna zou de eindpositie in de reguliere competitie zijn.
| Pos. | Team - v - t - e | Wed. | W | D | L | GF | GA | GD  | Pts | Kwalificatie of degradatie                                                    | GNT | CER | STA | WES |
| ---- | ---------------- | ---- | - | - | - | -- | -- | --- | --- | ----------------------------------------------------------------------------- | --- | --- | --- | --- |
| 1    | Gent (F)         | 6    | 5 | 1 | 0 | 17 | 6  | +11 | 44  | Kwalificatie voor de tweede kwalificatieronde van de Europa Conference League | —   | 2–2 | 3–1 | 3–1 |
| 2    | Cercle Brugge    | 6    | 3 | 2 | 1 | 13 | 9  | +4  | 36  |                                                                               | 0–4 | —   | 0–0 | 2–0 |
| 3    | Standard Liège   | 6    | 0 | 2 | 4 | 4  | 14 | −10 | 30  | 1–2                                                                           | 0–4 | —   | 2–2 |     |
| 4    | KVC Westerlo     | 6    | 1 | 1 | 4 | 10 | 15 | −5  | 30  | 1–3                                                                           | 3–5 | 3–0 |     |     |

| 28 april 20231 | Gent | 3–1 | Westerlo | Gent |

| 6 mei 20232 | Standard Liège | 1–2 | Gent | Luik |

| 13 mei 20233 | Cercle Brugge | 0–4 | Gent | Brugge |

| 20 mei 20234 | Gent | 2–2 | Cercle Brugge | Gent |

| 27 mei 20235 | Westerlo | 1–3 | Gent | Westerlo |

| 3 juni 20236 | Gent | 3–1 | Standard Liège | Gent |

### Belgische Beker
| 9 november 2022 Zestiende Finale | Dessel Sport | 0–5 | Gent | Dessel |

| 20 December 2022 Achtste Finale | Gent | 2–0 (a.e.t.) | Cercle Brugge | Gent |

| 12 januari 2023 Kwartfinale | Union SG | 4–0 | Gent | Brussels |

### Belgische Supercup
| 17 juli 2022 Finale | Club Brugge | 1–0 | Gent | Brugge |

### UEFA Europa League

#### Play-off-ronde
De loting voor de wedstrijden van de play-off-ronde werd gehouden op 1 augustus 2022.
| 18 augustus 2022 | Gent | 0–2 | Omonia | Gent, België |

| 25 augustus 2022 | Omonia | 2–0 (4–0 agg.) | Gent | Nicosia, Cyprus |

### UEFA Europa Conference League

#### Groepsfase
| Pos. | Team - v - t - e | Wed. | W | D | L | GF | GA | GD | Pts | Kwalificatie                                            | DJU | GNT | MOL | SHR |
| ---- | ---------------- | ---- | - | - | - | -- | -- | -- | --- | ------------------------------------------------------- | --- | --- | --- | --- |
| 1    | Djurgårdens IF   | 6    | 5 | 1 | 0 | 12 | 6  | +6 | 16  | gekwalificeerd voor de volgende ronde                   | —   | 4–2 | 3–2 | 1–0 |
| 2    | KAA Gent         | 6    | 2 | 2 | 2 | 10 | 6  | +4 | 8   | gekwalificeerd voor de play-offs voor de volgende ronde | 0–1 | —   | 4–0 | 3–0 |
| 3    | Molde FK         | 6    | 2 | 1 | 3 | 9  | 10 | −1 | 7   |                                                         | 2–3 | 0–0 | —   | 3–0 |
| 4    | Shamrock Rovers  | 6    | 0 | 2 | 4 | 1  | 10 | −9 | 2   | 0–0                                                     | 1–1 | 0–2 | —   |     |

Bron: UEFA
| 8 september 20221 | Molde | 0–0 | Gent | Molde, Noorwegen |

| 15 september 20222 | Gent | 3–0 | Shamrock Rovers | Gent, België |

| 6 oktober 20223 | Gent | 0–1 | Djurgårdens IF | Gent, België |

| 13 oktober 20224 | Djurgårdens IF | 4–2 | Gent | Stockholm, Zweden |

| 27 oktober 20225 | Shamrock Rovers | 1–1 | Gent | Dublin, Ierland |

| 3 november 20226 | Gent | 4–0 | Molde | Gent, België |

#### Knockout play-off-ronde
| 16 februari 2023Eerste wedstrijd | Qarabağ | 1–0 | Gent | Baku, Azerbaijan |

| 24 februari 2023Tweede wedstrijd | Gent | 1–0 (a.e.t.) (1–1 agg.) (5–3 p) | Qarabağ | Gent, Belgium |

#### Round of 16
| 9 maart 2023Eerste wedstrijd | Gent | 1–1 | İstanbul Başakşehir | Gent, Belgium |

| 15 maart 2023Tweede wedstrijd | İstanbul Başakşehir | 1–4 (2–5 agg.) | Gent | Istanbul, Turkey |

#### Quarter-finals
| 13 april 2023Eerste wedstrijd | Gent | 1–1 | West Ham United | Gent, Belgium |

| 20 April 2023Tweede wedstrijd | West Ham United | 4–1 (5–2 agg.) | Gent | London, England |

## Statistieken

### Aantal wedstrijden en doelpunten
Laatst Bijgewerkt op 3 juni 2023
| Nr.                                                                               | Pos.       | Nat.       | Speler                 | Totaal     | Totaal     | Belgische competitie | Belgische competitie | Belgische Beker | Belgische Beker | Belgische Super Cup | Belgische Super Cup | UEFA Europa League | UEFA Europa League | UEFA Europa Conference League | UEFA Europa Conference League |            |
| Nr.                                                                               | Pos.       | Nat.       | Speler                 | Wed.       | Dlp.       | Wed.                 | Dlp.                 | Wed.            | Dlp.            | Wed.                | Dlp.                | Wed.               | Dlp.               | Wed.                          | Dlp.                          |            |
| Doelmannen                                                                        | Doelmannen | Doelmannen | Doelmannen             | Doelmannen | Doelmannen | Doelmannen           | Doelmannen           | Doelmannen      | Doelmannen      | Doelmannen          | Doelmannen          | Doelmannen         | Doelmannen         | Doelmannen                    | Doelmannen                    | Doelmannen |
| --------------------------------------------------------------------------------- | ---------- | ---------- | ---------------------- | ---------- | ---------- | -------------------- | -------------------- | --------------- | --------------- | ------------------- | ------------------- | ------------------ | ------------------ | ----------------------------- | ----------------------------- | ---------- |
| 1                                                                                 | GK         | FRA        | Paul Nardi             | 37         | 0          | 30                   | 0                    | 2               | 0               | 0                   | 0                   | 0                  | 0                  | 5                             | 0                             |            |
| 26                                                                                | GK         | BEL        | Louis Fortin           | 0          | 0          | 0                    | 0                    | 0               | 0               | 0                   | 0                   | 0                  | 0                  | 0                             | 0                             |            |
| 30                                                                                | GK         | BEL        | Célestin De Schrevel   | 0          | 0          | 0                    | 0                    | 0               | 0               | 0                   | 0                   | 0                  | 0                  | 0                             | 0                             |            |
| 33                                                                                | GK         | BEL        | Davy Roef              | 22         | 0          | 10+1                 | 0                    | 1               | 0               | 1                   | 0                   | 2                  | 0                  | 7                             | 0                             |            |
| Verdedigers                                                                       |            |            |                        |            |            |                      |                      |                 |                 |                     |                     |                    |                    |                               |                               |            |
| 2                                                                                 | DF         | KEN        | Joseph Okumu           | 42         | 1          | 29+1                 | 1                    | 0               | 0               | 1                   | 0                   | 1+1                | 0                  | 8+1                           | 0                             |            |
| 4                                                                                 | DF         | POL        | Kamil Piątkowski       | 21         | 0          | 16+1                 | 0                    | 0               | 0               | 0                   | 0                   | 0                  | 0                  | 4                             | 0                             |            |
| 15                                                                                | DF         | BEL        | Bram Lagae             | 3          | 0          | 0+3                  | 0                    | 0               | 0               | 0                   | 0                   | 0                  | 0                  | 0                             | 0                             |            |
| 23                                                                                | DF         | GER        | Jordan Torunarigha     | 45         | 3          | 33+1                 | 3                    | 1               | 0               | 0                   | 0                   | 2                  | 0                  | 8                             | 0                             |            |
| 25                                                                                | DF         | ANG        | Núrio Fortuna          | 29         | 1          | 11+5                 | 1                    | 1               | 0               | 1                   | 0                   | 1                  | 0                  | 3+7                           | 0                             |            |
| 31                                                                                | DF         | BEL        | Bruno Godeau           | 27         | 1          | 4+11                 | 0                    | 2+1             | 0               | 0                   | 0                   | 1+1                | 0                  | 4+3                           | 1                             |            |
| 35                                                                                | DF         | BEL        | Cederick Van Daele     | 3          | 1          | 0+1                  | 0                    | 1               | 1               | 0                   | 0                   | 0                  | 0                  | 0+1                           | 0                             |            |
| 38                                                                                | DF         | SEN        | Brian Agbor            | 3          | 0          | 0+3                  | 0                    | 0               | 0               | 0                   | 0                   | 0                  | 0                  | 0                             | 0                             |            |
| Middenvelders                                                                     |            |            |                        |            |            |                      |                      |                 |                 |                     |                     |                    |                    |                               |                               |            |
| 7                                                                                 | MF         | KOR        | Hong Hyun-seok         | 54         | 9          | 34+3                 | 6                    | 3               | 2               | 0                   | 0                   | 2                  | 0                  | 11+1                          | 1                             |            |
| 8                                                                                 | MF         | BEL        | Vadis Odjidja-Ofoe     | 44         | 3          | 19+10                | 1                    | 2+1             | 0               | 0                   | 0                   | 1+1                | 0                  | 6+4                           | 2                             |            |
| 12                                                                                | MF         | BEL        | Noah De Ridder         | 1          | 0          | 0+1                  | 0                    | 0               | 0               | 0                   | 0                   | 0                  | 0                  | 0                             | 0                             |            |
| 13                                                                                | MF         | BEL        | Julien De Sart         | 39         | 2          | 22+5                 | 2                    | 2+1             | 0               | 0                   | 0                   | 0                  | 0                  | 6+3                           | 0                             |            |
| 14                                                                                | MF         | BEL        | Alessio Castro-Montes  | 46         | 0          | 22+9                 | 0                    | 2+1             | 0               | 1                   | 0                   | 2                  | 0                  | 9                             | 0                             |            |
| 17                                                                                | MF         | DEN        | Andrew Hjulsager       | 35         | 5          | 17+7                 | 3                    | 0+2             | 1               | 1                   | 0                   | 1+1                | 0                  | 3+3                           | 1                             |            |
| 18                                                                                | MF         | BEL        | Matisse Samoise        | 47         | 2          | 31+2                 | 2                    | 2               | 0               | 1                   | 0                   | 1+1                | 0                  | 6+3                           | 0                             |            |
| 22                                                                                | MF         | GAM        | Sulayman Marreh        | 17         | 1          | 5+6                  | 1                    | 0+1             | 0               | 0                   | 0                   | 0+1                | 0                  | 1+3                           | 0                             |            |
| 24                                                                                | MF         | BEL        | Sven Kums              | 53         | 4          | 37+1                 | 3                    | 1               | 0               | 1                   | 0                   | 2                  | 0                  | 10+1                          | 1                             |            |
| 27                                                                                | MF         | BEL        | Rune Van Den Bergh     | 4          | 0          | 0+3                  | 0                    | 0               | 0               | 0                   | 0                   | 0                  | 0                  | 0+1                           | 0                             |            |
| Aanvallers                                                                        |            |            |                        |            |            |                      |                      |                 |                 |                     |                     |                    |                    |                               |                               |            |
| 9                                                                                 | FW         | SRB        | Darko Lemajić          | 11         | 2          | 1+7                  | 2                    | 0               | 0               | 0+1                 | 0                   | 0+1                | 0                  | 0+1                           | 0                             |            |
| 10                                                                                | FW         | NOR        | Jens Petter Hauge      | 29         | 0          | 1+18                 | 0                    | 1+1             | 0               | 0                   | 0                   | 1+1                | 0                  | 3+3                           | 0                             |            |
| Spelers die speelden voor de club, maar werden getransfereerd tijdens het seizoen |            |            |                        |            |            |                      |                      |                 |                 |                     |                     |                    |                    |                               |                               |            |
| 5                                                                                 | DF         | SEN        | Michael Ngadeu-Ngadjui | 45         | 1          | 30                   | 1                    | 3               | 0               | 1                   | 0                   | 2                  | 0                  | 9                             | 0                             |            |
| 6                                                                                 | MF         | GHA        | Elisha Owusu           | 15         | 0          | 6+3                  | 0                    | 1+1             | 0               | 0                   | 0                   | 0                  | 0                  | 1+3                           | 0                             |            |
| 16                                                                                | FW         | MAR        | Ibrahim Salah          | 21         | 3          | 8+6                  | 3                    | 1+2             | 0               | 0                   | 0                   | 0                  | 0                  | 2+2                           | 0                             |            |
| 21                                                                                | DF         | NOR        | Andreas Hanche-Olsen   | 13         | 0          | 4+4                  | 0                    | 0               | 0               | 1                   | 0                   | 1+1                | 0                  | 2                             | 0                             |            |

## Transfers seizoen 2022-2023
| Naam                | Nationaliteit                 | Van / Naar               | Datum             | Bedrag / Type |
| ------------------- | ----------------------------- | ------------------------ | ----------------- | ------------- |
| Inkomend            |                               |                          |                   |               |
| Joseph Okumu        | Kenia                         | IF Elfsborg              | 1 juli 2021       | € 3.500.000   |
| Gianni Bruno        | België                        | SV Zulte Waregem         | 1 juli 2021       | € 2.000.000   |
| Andrew Hjulsager    | Denemarken                    | KV Oostende              | 1 juli 2021       | € 1.800.000   |
| Vakoun Issouf Bayo  | Ivoorkust                     | Celtic FC                | 9 juli 2021       | € 1.600.000   |
| Darko Lemajić       | Servië                        | FK RFS                   | 24 augustus 2021  | € 900.000     |
| Ilombe Mboyo        | België, Congo-Kinshasa        | Sint-Truiden             | 31 augustus 2021  | € 500.000     |
| Louis Fortin        | België                        | Standard Luik            | 1 juli 2021       | Onbekend      |
| Christopher Operi   | Frankrijk, Ivoorkust          | LB Châteauroux           | 1 juli 2021       | Transfervrij  |
| Julien De Sart      | België                        | KV Kortrijk              | 1 juli 2021       | Transfervrij  |
| Franko Andrijašević | Kroatië                       | HNK Rijeka               | 30 juni 2021      | Einde verhuur |
| Brecht Dejaegere    | België                        | Toulouse FC              | 30 juni 2021      | Einde verhuur |
| Giorgi Kvilitaia    | Georgië                       | Anorthosis Famagusta     | 30 juni 2021      | Einde verhuur |
| Eric Smith          | Zweden                        | FC St. Pauli             | 30 juni 2021      | Einde verhuur |
| Jordan Botaka       | Congo-Kinshasa, Nederland     | Sporting Charleroi       | 30 juni 2021      | Einde verhuur |
| Tim Kleindienst     | Duitsland                     | 1. FC Heidenheim 1846    | 30 juni 2021      | Einde verhuur |
| Jordan Torunarigha  | Duitsland                     | Hertha BSC               | 28 januari 2022   | Huur          |
| TOTAAL UITGAVEN:    | TOTAAL UITGAVEN:              | TOTAAL UITGAVEN:         | TOTAAL UITGAVEN:  | € 10.300.000  |
| Uitgaand            |                               |                          |                   |               |
| Roman Jaremtsjoek   | Oekraïne                      | Benfica                  | 31 juli 2021      | € 17.000.000  |
| Niklas Dorsch       | Duitsland                     | FC Augsburg              | 8 juli 2021       | € 7.000.000   |
| Tim Kleindienst     | Duitsland                     | 1. FC Heidenheim 1846    | 1 juli 2021       | € 3.500.000   |
| Brecht Dejaegere    | België                        | Toulouse FC              | 1 juli 2021       | € 1.500.000   |
| Ihor Plastoen       | Oekraïne, Bulgarije           | PFK Ludogorets           | 1 juli 2021       | € 1.000.000   |
| Eric Smith          | Zweden                        | FC St. Pauli             | 1 juli 2021       | € 600.000     |
| Giorgi Kvilitaia    | Georgië                       | APOEL Nicosia            | 1 juli 2021       | € 600.000     |
| Colin Coosemans     | België                        | RSC Anderlecht           | 1 juli 2021       | Transfervrij  |
| Milad Mohammadi     | Iran                          | AEK Athene               | 17 september 2021 | Transfervrij  |
| Franko Andrijašević | Kroatië                       | Zhejiang Professional FC | 6 juli 2021       | Onbekend      |
| Dino Arslanagić     | België, Bosnië en Herzegovina | Göztepe SK               | 5 juli 2021       | Onbekend      |
| Dylan Mbayo         | België, Congo-Kinshasa        | KV Kortrijk              | 3 augustus 2021   | Onbekend      |
| Anderson Niangbo    | Ivoorkust                     | Sturm Graz               | 9 augustus 2021   | Verhuurd      |
| Osman Bukari        | Ghana                         | FC Nantes                | 12 augustus 2021  | Verhuurd      |
| Vakoun Issouf Bayo  | Ivoorkust                     | Charleroi                | 22 december 2021  | Verhuurd      |
| Alexandre De Bruyn  | België                        | KV Kortrijk              | 18 januari 2022   | Verhuurd      |
| Giorgi Tsjakvetadze | Georgië                       | Hamburger SV             | 27 januari 2022   | Verhuurd      |
| Jordan Botaka       | Congo-Kinshasa, Nederland     | Fortuna Sittard          | 28 januari 2022   | Verhuurd      |
| TOTAAL INKOMSTEN:   | TOTAAL INKOMSTEN:             | TOTAAL INKOMSTEN:        | TOTAAL INKOMSTEN: | € 31.200.000  |

## Jupiler Pro League

### Reguliere competitie

#### Wedstrijden
| Jupiler Pro League                                                                                        |                                                                                         |                                           |                                                  | |                                                                             |
| Wedstrijddetails                                                                                          | Thuisploeg                                                                              | Uitslag                                   | Uitploeg                                         | Opstelling | Kaarten                                                                     |
| Heenronde                                                                                                 |                                                                                         |                                           |                                                  | |                                                                             |
| 25 juli 2021 21:00 Stayen Sint-Truiden Ref.: Jan Boterberg Toeschouwers: 2.000                            | STVV                                                                                    | 2 – 1                                     | KAA Gent                                         | Bolat Hanche-Olsen, Ngadeu-Ngadjui, Okumu, Samoise (79' Castro-Montes) Odjidja-Ofoe , Hjulsager (79' Kums), De Sart, Núrio (79' Operi) Bruno (64' Tissoudali), Malede (64' Bayo)            | 66' Hanche-Olsen                                                            |
| 25 juli 2021 21:00 Stayen Sint-Truiden Ref.: Jan Boterberg Toeschouwers: 2.000                            | Mboyo 12' Brüls 67'                                                                     | 0 – 1 1 – 1 2 – 1                         | 2' Hanche-Olsen                                  | Bolat Hanche-Olsen, Ngadeu-Ngadjui, Okumu, Samoise (79' Castro-Montes) Odjidja-Ofoe , Hjulsager (79' Kums), De Sart, Núrio (79' Operi) Bruno (64' Tissoudali), Malede (64' Bayo)            | 66' Hanche-Olsen                                                            |
| 1 augustus 2021 18:30 Ghelamco Arena Gent Ref.: Jasper Vergoote Toeschouwers: 5.250                       | KAA Gent                                                                                | 2 – 2                                     | Beerschot                                        | Bolat Hanche-Olsen, Ngadeu-Ngadjui, Godeau (83' Okumu) Castro-Montes (84' Malede), Odjidja-Ofoe (83' Kums), Hjulsager, De Sart (82' Oladoye), Operi Bruno (61' Bayo), Tissoudali            | 80' Castro-Montes                                                           |
| 1 augustus 2021 18:30 Ghelamco Arena Gent Ref.: Jasper Vergoote Toeschouwers: 5.250                       | Bruno 19' Tissoudali 47'                                                                | 1 – 0 2 – 0 2 – 1 2 – 2                   | 73' Sanyang 77' Noubissi                         | Bolat Hanche-Olsen, Ngadeu-Ngadjui, Godeau (83' Okumu) Castro-Montes (84' Malede), Odjidja-Ofoe (83' Kums), Hjulsager, De Sart (82' Oladoye), Operi Bruno (61' Bayo), Tissoudali            | 80' Castro-Montes                                                           |
| 8 augustus 2021 21:00 Diaz Arena Oostende Ref.: Alexandre Boucaut Toeschouwers: 2.443                     | KV Oostende                                                                             | 1 – 0                                     | KAA Gent                                         | Bolat Hanche-Olsen, Ngadeu-Ngadjui, Okumu Samoise, Odjidja-Ofoe , Hjulsager (76' Depoitre), De Sart (85' Kums), Castro-Montes Malede (77' Bruno), Tissoudali                                | 90+5' Kums                                                                  |
| 8 augustus 2021 21:00 Diaz Arena Oostende Ref.: Alexandre Boucaut Toeschouwers: 2.443                     | Gueye 73'                                                                               | 1 – 0                                     |                                                  | Bolat Hanche-Olsen, Ngadeu-Ngadjui, Okumu Samoise, Odjidja-Ofoe , Hjulsager (76' Depoitre), De Sart (85' Kums), Castro-Montes Malede (77' Bruno), Tissoudali                                | 90+5' Kums                                                                  |
| 15 augustus 2021 16:00 Ghelamco Arena Gent Ref.: Nathan Verboomen Toeschouwers: 14.604                    | KAA Gent                                                                                | 2 – 0                                     | KV Mechelen                                      | Bolat Hanche-Olsen, Ngadeu-Ngadjui, Godeau Castro-Montes (84' Okumu), Kums (76' Oladoye), Odjidja-Ofoe (82' Hjulsager), De Sart, Núrio Malede (75' Tsjakvetadze), Tissoudali (82' Depoitre) | 56' Kums 87' Hanche-Olsen                                                   |
| 15 augustus 2021 16:00 Ghelamco Arena Gent Ref.: Nathan Verboomen Toeschouwers: 14.604                    | Ngadeu-Ngadjui 28' Núrio 90+3'                                                          | 1 – 0 2 – 0                               |                                                  | Bolat Hanche-Olsen, Ngadeu-Ngadjui, Godeau Castro-Montes (84' Okumu), Kums (76' Oladoye), Odjidja-Ofoe (82' Hjulsager), De Sart, Núrio Malede (75' Tsjakvetadze), Tissoudali (82' Depoitre) | 56' Kums 87' Hanche-Olsen                                                   |
| 29 augustus 2021 13:30 Ghelamco Arena Gent Ref.: Erik Lambrechts Toeschouwers: 16.000                     | KAA Gent                                                                                | 6 – 1                                     | Club Brugge                                      | Bolat Hanche-Olsen, Ngadeu-Ngadjui, Okumu Castro-Montes (84' Samoise), Kums (70' Oladoye), Odjidja-Ofoe (49' Bezoes), De Sart, Núrio Depoitre (70' Malede), Tissoudali (84' Tsjakvetadze)   | 20' Kums 28' Odjidja-Ofoe                                                   |
| 29 augustus 2021 13:30 Ghelamco Arena Gent Ref.: Erik Lambrechts Toeschouwers: 16.000                     | Tissoudali 10' De Sart 15' (pen.) Núrio 38' Bezoes 61' Depoitre 66' Mignolet 79' (e.d.) | 1 – 0 2 – 0 3 – 0 4 – 0 4 – 1 5 – 1 6 – 1 | 65' Vanaken                                      | Bolat Hanche-Olsen, Ngadeu-Ngadjui, Okumu Castro-Montes (84' Samoise), Kums (70' Oladoye), Odjidja-Ofoe (49' Bezoes), De Sart, Núrio Depoitre (70' Malede), Tissoudali (84' Tsjakvetadze)   | 20' Kums 28' Odjidja-Ofoe                                                   |
| 12 september 2021 16:00 Ghelamco Arena Gent Ref.: Lothar D'hondt Toeschouwers: 16.379                     | KAA Gent                                                                                | 2 – 3                                     | Charleroi                                        | Bolat Hanche-Olsen, Ngadeu-Ngadjui, Okumu Castro-Montes (75' Lemajić), De Sart, Bezoes (90+1' Malede), Kums , Núrio Depoitre, Tissoudali                                                    | 13' Ngadeu-Ngadjui 44' Tissoudali                                           |
| 12 september 2021 16:00 Ghelamco Arena Gent Ref.: Lothar D'hondt Toeschouwers: 16.379                     | Castro-Montes 35' Depoitre 57'                                                          | 0 – 1 0 – 2 1 – 2 2 – 2 2 – 3             | 5' Gholizadeh 12' Fall 90+5' (e.d.) Hanche-Olsen | Bolat Hanche-Olsen, Ngadeu-Ngadjui, Okumu Castro-Montes (75' Lemajić), De Sart, Bezoes (90+1' Malede), Kums , Núrio Depoitre, Tissoudali                                                    | 13' Ngadeu-Ngadjui 44' Tissoudali                                           |
| 19 september 2021 21:00 Guldensporenstadion Kortrijk Ref.: Jasper Vergoote Toeschouwers: 5.053            | KV Kortrijk                                                                             | 1 – 0                                     | KAA Gent                                         | Bolat Hanche-Olsen, Ngadeu-Ngadjui , Okumu Owusu (80' Kums), De Sart, Bezoes (63' Tsjakvetadze), Samoise (63' Mboyo), Núrio (63' Malede) Lemajić, Tissoudali                                | 79' Owusu 87' Bolat                                                         |
| 19 september 2021 21:00 Guldensporenstadion Kortrijk Ref.: Jasper Vergoote Toeschouwers: 5.053            | Selemani 9' (pen.)                                                                      | 1 – 0                                     |                                                  | Bolat Hanche-Olsen, Ngadeu-Ngadjui , Okumu Owusu (80' Kums), De Sart, Bezoes (63' Tsjakvetadze), Samoise (63' Mboyo), Núrio (63' Malede) Lemajić, Tissoudali                                | 79' Owusu 87' Bolat                                                         |
| 23 september 2021(1) 20:45 Lotto Park Anderlecht Ref.: Erik Lambrechts Toeschouwers: 19.000               | Anderlecht                                                                              | 1 – 1                                     | KAA Gent                                         | Bolat Hanche-Olsen, Ngadeu-Ngadjui , Godeau Castro-Montes (66' Samoise), Owusu (50' Kums), Bezoes (90+2' Mboyo), De Sart, Operi Depoitre (46' Lemajić), Tsjakvetadze (66' Tissoudali)       | 31' Owusu 55' Godeau                                                        |
| 23 september 2021(1) 20:45 Lotto Park Anderlecht Ref.: Erik Lambrechts Toeschouwers: 19.000               | Refaelov 59' (pen.)                                                                     | 0 – 1 1 – 1                               | 39' Castro-Montes                                | Bolat Hanche-Olsen, Ngadeu-Ngadjui , Godeau Castro-Montes (66' Samoise), Owusu (50' Kums), Bezoes (90+2' Mboyo), De Sart, Operi Depoitre (46' Lemajić), Tsjakvetadze (66' Tissoudali)       | 31' Owusu 55' Godeau                                                        |
| 26 september 2021 16:00 Ghelamco Arena Gent Ref.: Christof Dierick Toeschouwers: 16.391                   | KAA Gent                                                                                | 2 – 1                                     | Cercle Brugge                                    | Bolat Hanche-Olsen, Ngadeu-Ngadjui, Godeau Castro-Montes, De Sart, Tsjakvetadze (78' Tissoudali), Kums (60' Owusu), Operi (60' Malede) Mboyo (46' Bezoes), Bayo (60' Lemajić)               | 22' Operi 36' Ngadeu-Ngadjui 71' De Sart                                    |
| 26 september 2021 16:00 Ghelamco Arena Gent Ref.: Christof Dierick Toeschouwers: 16.391                   | De Sart 63' Lemajić 73'                                                                 | 0 – 1 1 – 1 2 – 1                         | 38' (pen.) Millan                                | Bolat Hanche-Olsen, Ngadeu-Ngadjui, Godeau Castro-Montes, De Sart, Tsjakvetadze (78' Tissoudali), Kums (60' Owusu), Operi (60' Malede) Mboyo (46' Bezoes), Bayo (60' Lemajić)               | 22' Operi 36' Ngadeu-Ngadjui 71' De Sart                                    |
| 3 oktober 2021 18:30 Bosuilstadion Antwerpen Ref.: Alexandre Boucaut Toeschouwers: 14.706                 | Antwerp                                                                                 | 1 – 0                                     | KAA Gent                                         | Bolat Hanche-Olsen, Ngadeu-Ngadjui, Okumu Samoise (81' Malede), De Sart, Odjidja-Ofoe (46' Tissoudali), Kums, Núrio (81' Lemajić) Depoitre (82' Operi), Tsjakvetadze                        | 33' Tsjakvetadze 54' Samoise 90+2' De Sart                                  |
| 3 oktober 2021 18:30 Bosuilstadion Antwerpen Ref.: Alexandre Boucaut Toeschouwers: 14.706                 | Frey 78'                                                                                | 1 – 0                                     |                                                  | Bolat Hanche-Olsen, Ngadeu-Ngadjui, Okumu Samoise (81' Malede), De Sart, Odjidja-Ofoe (46' Tissoudali), Kums, Núrio (81' Lemajić) Depoitre (82' Operi), Tsjakvetadze                        | 33' Tsjakvetadze 54' Samoise 90+2' De Sart                                  |
| 17 oktober 2021 21:00 Ghelamco Arena Gent Ref.: Nicolas Laforge Toeschouwers: 16.125                      | KAA Gent                                                                                | 2 – 0                                     | KAS Eupen                                        | Bolat Okumu, Ngadeu-Ngadjui , Godeau (79' Hanche-Olsen) Samoise, Owusu (76' Kums), Bezoes (90+2' Malede), De Sart, Núrio Depoitre (90+2' Mboyo), Tissoudali (76' Odjidja-Ofoe)              | 30' Godeau                                                                  |
| 17 oktober 2021 21:00 Ghelamco Arena Gent Ref.: Nicolas Laforge Toeschouwers: 16.125                      | Tissoudali 43' Depoitre 71'                                                             | 1 – 0 2 – 0                               |                                                  | Bolat Okumu, Ngadeu-Ngadjui , Godeau (79' Hanche-Olsen) Samoise, Owusu (76' Kums), Bezoes (90+2' Malede), De Sart, Núrio Depoitre (90+2' Mboyo), Tissoudali (76' Odjidja-Ofoe)              | 30' Godeau                                                                  |
| 24 oktober 2021 18:30 Cegeka Arena Genk Ref.: Erik Lambrechts Toeschouwers: 15.296                        | KRC Genk                                                                                | 0 – 3                                     | KAA Gent                                         | Bolat Hanche-Olsen, Ngadeu-Ngadjui, Okumu Samoise (77' Castro-Montes), De Sart (78' Odjidja-Ofoe), Bezoes, Kums (73' Owusu), Núrio Depoitre (87' Mboyo), Tissoudali (87' Tsjakvetadze)      | 70' Ngadeu-Ngadjui 90+3' Mboyo                                              |
| 24 oktober 2021 18:30 Cegeka Arena Genk Ref.: Erik Lambrechts Toeschouwers: 15.296                        |                                                                                         | 0 – 1 0 – 2 0 – 3                         | 43' Samoise 60' (pen.) Bezoes 79' Tissoudali     | Bolat Hanche-Olsen, Ngadeu-Ngadjui, Okumu Samoise (77' Castro-Montes), De Sart (78' Odjidja-Ofoe), Bezoes, Kums (73' Owusu), Núrio Depoitre (87' Mboyo), Tissoudali (87' Tsjakvetadze)      | 70' Ngadeu-Ngadjui 90+3' Mboyo                                              |
| 31 oktober 2021 21:00 Ghelamco Arena Gent Ref.: Lawrence Visser Toeschouwers: 17.541                      | KAA Gent                                                                                | 0 – 2                                     | Union Sint-Gillis                                | Bolat Hanche-Olsen, Ngadeu-Ngadjui, Okumu Samoise, De Sart, Odjidja-Ofoe (85' Hjulsager), Kums (62' Bezoes), Núrio (75' Castro-Montes) Depoitre (85' Mboyo), Tissoudali                     | 43' Kums 44' Bolat                                                          |
| 31 oktober 2021 21:00 Ghelamco Arena Gent Ref.: Lawrence Visser Toeschouwers: 17.541                      |                                                                                         | 0 – 1 0 – 2                               | 7' Vanzeir 45' (pen.) Teuma                      | Bolat Hanche-Olsen, Ngadeu-Ngadjui, Okumu Samoise, De Sart, Odjidja-Ofoe (85' Hjulsager), Kums (62' Bezoes), Núrio (75' Castro-Montes) Depoitre (85' Mboyo), Tissoudali                     | 43' Kums 44' Bolat                                                          |
| 7 november 2021 16:00 Pairaystadion Seraing Ref.: Alexandre Boucaut Toeschouwers: 1.500                   | Seraing                                                                                 | 0 – 0                                     | KAA Gent                                         | Bolat Hanche-Olsen, Ngadeu-Ngadjui, Okumu Samoise (46' Núrio), Odjidja-Ofoe (79' Bruno), Tsjakvetadze (58' Bezoes), De Sart, Castro-Montes Lemajić, Tissoudali (79' Depoitre)               | 45+2' Samoise 64' De Sart                                                   |
| 7 november 2021 16:00 Pairaystadion Seraing Ref.: Alexandre Boucaut Toeschouwers: 1.500                   |                                                                                         |                                           |                                                  | Bolat Hanche-Olsen, Ngadeu-Ngadjui, Okumu Samoise (46' Núrio), Odjidja-Ofoe (79' Bruno), Tsjakvetadze (58' Bezoes), De Sart, Castro-Montes Lemajić, Tissoudali (79' Depoitre)               | 45+2' Samoise 64' De Sart                                                   |
| 20 november 2021 18:30 Elindus Arena Waregem Ref.: Bert Put Toeschouwers: 7.476                           | Zulte Waregem                                                                           | 1 – 2                                     | KAA Gent                                         | Bolat Hanche-Olsen, Ngadeu-Ngadjui, Okumu Castro-Montes, De Sart, Odjidja-Ofoe (78' Bezoes), Kums, Núrio Depoitre (78' Lemajić), Tissoudali (83' Bruno)                                     | 40' Odjidja-Ofoe 58' De Sart 88' Ngadeu-Ngadjui 90+1' Castro-Montes         |
| 20 november 2021 18:30 Elindus Arena Waregem Ref.: Bert Put Toeschouwers: 7.476                           | Gano 82'                                                                                | 0 – 1 0 – 2 1 – 2                         | 55' Odjidja-Ofoe 75' Depoitre                    | Bolat Hanche-Olsen, Ngadeu-Ngadjui, Okumu Castro-Montes, De Sart, Odjidja-Ofoe (78' Bezoes), Kums, Núrio Depoitre (78' Lemajić), Tissoudali (83' Bruno)                                     | 40' Odjidja-Ofoe 58' De Sart 88' Ngadeu-Ngadjui 90+1' Castro-Montes         |
| 28 november 2021 18:30 Ghelamco Arena Gent Ref.: Jonathan Lardot Toeschouwers: 18.120                     | KAA Gent                                                                                | 3 – 1                                     | Standard Luik                                    | Bolat Hanche-Olsen, Ngadeu-Ngadjui, Okumu Samoise (82' Castro-Montes), Owusu (89' Hjulsager), Odjidja-Ofoe (89' Marreh), Kums, Núrio Depoitre (90+3' Mboyo), Tissoudali (89' Malede)        |                                                                             |
| 28 november 2021 18:30 Ghelamco Arena Gent Ref.: Jonathan Lardot Toeschouwers: 18.120                     | Tissoudali 22' Siquet 57' (e.d.) Tissoudali 67'                                         | 1 – 0 2 – 0 3 – 0 3 – 1                   | 69' Dønnum                                       | Bolat Hanche-Olsen, Ngadeu-Ngadjui, Okumu Samoise (82' Castro-Montes), Owusu (89' Hjulsager), Odjidja-Ofoe (89' Marreh), Kums, Núrio Depoitre (90+3' Mboyo), Tissoudali (89' Malede)        |                                                                             |
| 4 december 2021 16:15 King Power at Den Dreef Stadion Heverlee Ref.: Jan Boterberg Toeschouwers: 4.047    | OH Leuven                                                                               | 0 – 1                                     | KAA Gent                                         | Bolat Hanche-Olsen, Ngadeu-Ngadjui, Okumu (31' Godeau) Samoise (84' Castro-Montes), Owusu, De Sart, Núrio Odjidja-Ofoe (81' Hjulsager), Depoitre (81' Lemajić), Tissoudali (81' Malede)     | 34' De Sart 38' Hanche-Olsen 71' Godeau 90+3' Tisoudali 90+4' Núrio         |
| 4 december 2021 16:15 King Power at Den Dreef Stadion Heverlee Ref.: Jan Boterberg Toeschouwers: 4.047    |                                                                                         | 0 – 1                                     | 11' Tissoudali                                   | Bolat Hanche-Olsen, Ngadeu-Ngadjui, Okumu (31' Godeau) Samoise (84' Castro-Montes), Owusu, De Sart, Núrio Odjidja-Ofoe (81' Hjulsager), Depoitre (81' Lemajić), Tissoudali (81' Malede)     | 34' De Sart 38' Hanche-Olsen 71' Godeau 90+3' Tisoudali 90+4' Núrio         |
| Terugronde                                                                                                |                                                                                         |                                           |                                                  | |                                                                             |
| 12 december 2021 18:30 Ghelamco Arena Gent Ref.: Nathan Verboomen Toeschouwers: 16.448                    | KAA Gent                                                                                | 1 – 0                                     | KRC Genk                                         | Bolat Hanche-Olsen, Ngadeu-Ngadjui, Okumu Samoise (76' Castro-Montes), Kums, De Sart, Núrio Odjidja-Ofoe (56' Bezoes), Depoitre (89' Lemajić), Tissoudali (90' Hjulsager)                   | 79' Bezoes                                                                  |
| 12 december 2021 18:30 Ghelamco Arena Gent Ref.: Nathan Verboomen Toeschouwers: 16.448                    | De Sart 29'                                                                             | 1 – 0                                     |                                                  | Bolat Hanche-Olsen, Ngadeu-Ngadjui, Okumu Samoise (76' Castro-Montes), Kums, De Sart, Núrio Odjidja-Ofoe (56' Bezoes), Depoitre (89' Lemajić), Tissoudali (90' Hjulsager)                   | 79' Bezoes                                                                  |
| 15 december 2021 18:45 AFAS-stadion Achter de Kazerne Mechelen Ref.: Erik Lambrechts Toeschouwers: 12.385 | KV Mechelen                                                                             | 4 – 3                                     | KAA Gent                                         | Bolat Hanche-Olsen, Ngadeu-Ngadjui, Okumu Castro-Montes (72' Samoise), Kums (72' Owusu), Bezoes (79' Hjulsager), De Sart, Núrio (87' Malede) Depoitre (87' Lemajić), Tissoudali             |                                                                             |
| 15 december 2021 18:45 AFAS-stadion Achter de Kazerne Mechelen Ref.: Erik Lambrechts Toeschouwers: 12.385 | Mrabti 36' Storm 54' Mrabti 60' (pen.) Storm 70'                                        | 0 – 1 1 – 1 1 – 2 2 – 2 3 – 2 3 – 3 4 – 3 | 33' Tissoudali 50' Depoitre 68' Tissoudali       | Bolat Hanche-Olsen, Ngadeu-Ngadjui, Okumu Castro-Montes (72' Samoise), Kums (72' Owusu), Bezoes (79' Hjulsager), De Sart, Núrio (87' Malede) Depoitre (87' Lemajić), Tissoudali             |                                                                             |
| 18 december 2021 20:45 Ghelamco Arena Gent Ref.: Lothar D'hondt Toeschouwers: 16.485                      | KAA Gent                                                                                | 2 – 1                                     | STVV                                             | Bolat Hanche-Olsen, Ngadeu-Ngadjui , Okumu Castro-Montes (80' Hjulsager), De Sart (80' Odjidja-Ofoe), Bezoes (80' Kums), Owusu, Operi Depoitre, Tissoudali                                  | 51' Bezoes 56' Castro-Montes 70' De Sart                                    |
| 18 december 2021 20:45 Ghelamco Arena Gent Ref.: Lothar D'hondt Toeschouwers: 16.485                      | Depoitre 27' Tissoudali 64'                                                             | 1 – 0 2 – 0 2 – 1                         | 85' Hara                                         | Bolat Hanche-Olsen, Ngadeu-Ngadjui , Okumu Castro-Montes (80' Hjulsager), De Sart (80' Odjidja-Ofoe), Bezoes (80' Kums), Owusu, Operi Depoitre, Tissoudali                                  | 51' Bezoes 56' Castro-Montes 70' De Sart                                    |
| 26 december 2021 18:30 Joseph Marienstadion Vorst Ref.: Lawrence Visser Toeschouwers: 0                   | Union Sint-Gillis                                                                       | 0 – 0                                     | KAA Gent                                         | Bolat Hanche-Olsen, Ngadeu-Ngadjui, Okumu Samoise, De Sart, Hjulsager (75' Owusu), Kums , Núrio Depoitre (55' Bezoes), Tissoudali                                                           | 21' Hjulsager 23' De Sart 86' Bezoes                                        |
| 26 december 2021 18:30 Joseph Marienstadion Vorst Ref.: Lawrence Visser Toeschouwers: 0                   |                                                                                         |                                           |                                                  | Bolat Hanche-Olsen, Ngadeu-Ngadjui, Okumu Samoise, De Sart, Hjulsager (75' Owusu), Kums , Núrio Depoitre (55' Bezoes), Tissoudali                                                           | 21' Hjulsager 23' De Sart 86' Bezoes                                        |
| 14 januari 2022 20:45 Ghelamco Arena Gent Ref.: Wim Smet Toeschouwers: 0                                  | KAA Gent                                                                                | 2 – 2                                     | KV Kortrijk                                      | Bolat Hanche-Olsen, Owusu, Núrio Samoise, Kums (86' Cissé), Malede, De Sart, Castro-Montes Hjulsager (79' Bezoes), Mboyo                                                                    | 46' Hanche-Olsen                                                            |
| 14 januari 2022 20:45 Ghelamco Arena Gent Ref.: Wim Smet Toeschouwers: 0                                  | Castro-Montes 44' Mboyo 52'                                                             | 0 – 1 1 – 1 2 – 1 2 – 2                   | 8' Mbayo 90+1' Mbayo                             | Bolat Hanche-Olsen, Owusu, Núrio Samoise, Kums (86' Cissé), Malede, De Sart, Castro-Montes Hjulsager (79' Bezoes), Mboyo                                                                    | 46' Hanche-Olsen                                                            |
| 22 januari 2022 20:45 Stade du Pays de Charleroi Charleroi Ref.: Jasper Vergoote Toeschouwers: 0          | Charleroi                                                                               | 0 – 0                                     | KAA Gent                                         | Bolat Hanche-Olsen, Okumu, Godeau Samoise (73' Owusu), Kums , Malede, Castro-Montes, De Sart, Núrio Hjulsager (73' Bezoes), Bruno (81' Melda)                                               | 87' Núrio                                                                   |
| 22 januari 2022 20:45 Stade du Pays de Charleroi Charleroi Ref.: Jasper Vergoote Toeschouwers: 0          |                                                                                         |                                           |                                                  | Bolat Hanche-Olsen, Okumu, Godeau Samoise (73' Owusu), Kums , Malede, Castro-Montes, De Sart, Núrio Hjulsager (73' Bezoes), Bruno (81' Melda)                                               | 87' Núrio                                                                   |
| 25 januari 2022 21:00 Ghelamco Arena Gent Ref.: Brent Staessens Toeschouwers: 0                           | KAA Gent                                                                                | 1 – 1                                     | KV Oostende                                      | Bolat Hanche-Olsen, Okumu, Godeau Samoise, Owusu (69' Kums), De Sart, Operi (89' Malede) Hjulsager, Bruno (69' Lemajić), Castro-Montes                                                      | 30' Castro-Montes                                                           |
| 25 januari 2022 21:00 Ghelamco Arena Gent Ref.: Brent Staessens Toeschouwers: 0                           | Hjulsager 73'                                                                           | 0 – 1 1 – 1                               | 8' Ambrose                                       | Bolat Hanche-Olsen, Okumu, Godeau Samoise, Owusu (69' Kums), De Sart, Operi (89' Malede) Hjulsager, Bruno (69' Lemajić), Castro-Montes                                                      | 30' Castro-Montes                                                           |
| 30 januari 2022 16:00 Ghelamco Arena Gent Ref.: Lothar D'hondt Toeschouwers: 15.954                       | KAA Gent                                                                                | 0 – 1                                     | Antwerp                                          | Bolat Hanche-Olsen, Okumu, Godeau (82' Bruno) Samoise, Kums , De Sart, Núrio (66' Odjidja-Ofoe) Hjulsager, Lemajić, Castro-Montes                                                           | 66' Samoise 90+3' Okumu 90+3' Bolat                                         |
| 30 januari 2022 16:00 Ghelamco Arena Gent Ref.: Lothar D'hondt Toeschouwers: 15.954                       |                                                                                         | 0 – 1                                     | 16' Yusuf                                        | Bolat Hanche-Olsen, Okumu, Godeau (82' Bruno) Samoise, Kums , De Sart, Núrio (66' Odjidja-Ofoe) Hjulsager, Lemajić, Castro-Montes                                                           | 66' Samoise 90+3' Okumu 90+3' Bolat                                         |
| 6 februari 2022 13:30 Jan Breydelstadion Brugge Ref.: Nicolas Laforge Toeschouwers: 14.647                | Club Brugge                                                                             | 1 – 2                                     | KAA Gent                                         | Roef Hanche-Olsen, Okumu (61' Godeau), Torunarigha Samoise (69' Odjidja-Ofoe), Kums , Hjulsager (69' Núrio), De Sart, Castro-Montes Depoitre (90' Malede), Tissoudali (90' Lemajić)         | 27' Samoise 30' De Sart 68' Tissoudali 90+4' Odjidja-Ofoe 90+5' Torunarigha |
| 6 februari 2022 13:30 Jan Breydelstadion Brugge Ref.: Nicolas Laforge Toeschouwers: 14.647                | De Ketelaere 77'                                                                        | 0 – 1 0 – 2 1 – 2                         | 36' Hjulsager 67' Tissoudali                     | Roef Hanche-Olsen, Okumu (61' Godeau), Torunarigha Samoise (69' Odjidja-Ofoe), Kums , Hjulsager (69' Núrio), De Sart, Castro-Montes Depoitre (90' Malede), Tissoudali (90' Lemajić)         | 27' Samoise 30' De Sart 68' Tissoudali 90+4' Odjidja-Ofoe 90+5' Torunarigha |
| 12 februari 2022 16:15 Kehrwegstadion Eupen Ref.: Lawrence Visser Toeschouwers: 2.000                     | KAS Eupen                                                                               | 0 – 1                                     | KAA Gent                                         | Roef Hanche-Olsen, Ngadeu-Ngadjui, Godeau Samoise, Kums , Hjulsager (66' Núrio), De Sart, Castro-Montes Depoitre (80' Odjidja-Ofoe), Tissoudali                                             | 33' Hjulsager 51' Samoise 84' De Sart                                       |
| 12 februari 2022 16:15 Kehrwegstadion Eupen Ref.: Lawrence Visser Toeschouwers: 2.000                     |                                                                                         | 0 – 1                                     | 15' Depoitre                                     | Roef Hanche-Olsen, Ngadeu-Ngadjui, Godeau Samoise, Kums , Hjulsager (66' Núrio), De Sart, Castro-Montes Depoitre (80' Odjidja-Ofoe), Tissoudali                                             | 33' Hjulsager 51' Samoise 84' De Sart                                       |
| 23 februari 2022(2) 18:45 Ghelamco Arena Gent Ref.: Jasper Vergoote Toeschouwers: 16.469                  | KAA Gent                                                                                | 4 – 0                                     | Seraing                                          | Roef Hanche-Olsen, Ngadeu-Ngadjui (83' Godeau), Torunarigha Samoise, Kums, Odjidja-Ofoe (77' Hjulsager), Owusu, Castro-Montes (46' Operi) Depoitre (56' Malede), Tissoudali (77' Bezoes)    | 13' Samoise                                                                 |
| 23 februari 2022(2) 18:45 Ghelamco Arena Gent Ref.: Jasper Vergoote Toeschouwers: 16.469                  | Depoitre 16' Tissoudali 20' Tissoudali 23' Samoise 46'                                  | 1 – 0 2 – 0 3 – 0 4 – 0                   |                                                  | Roef Hanche-Olsen, Ngadeu-Ngadjui (83' Godeau), Torunarigha Samoise, Kums, Odjidja-Ofoe (77' Hjulsager), Owusu, Castro-Montes (46' Operi) Depoitre (56' Malede), Tissoudali (77' Bezoes)    | 13' Samoise                                                                 |
| 27 februari 2022 18:30 Maurice Dufrasnestadion Luik Ref.: Jonathan Lardot Toeschouwers: 0                 | Standard Luik                                                                           | 0 – 1                                     | KAA Gent                                         | Roef Hanche-Olsen, Ngadeu-Ngadjui, Godeau (46' Torunarigha) Castro-Montes, Kums, Odjidja-Ofoe , Owusu (46' Bezoes), Núrio (46' Hjulsager) Depoitre, Tissoudali (90+1' Okumu)                | 45+1' Odjidja-Ofoe 77' Castro-Montes 78' Bezoes                             |
| 27 februari 2022 18:30 Maurice Dufrasnestadion Luik Ref.: Jonathan Lardot Toeschouwers: 0                 |                                                                                         | 0 – 1                                     | 88' Tissoudali                                   | Roef Hanche-Olsen, Ngadeu-Ngadjui, Godeau (46' Torunarigha) Castro-Montes, Kums, Odjidja-Ofoe , Owusu (46' Bezoes), Núrio (46' Hjulsager) Depoitre, Tissoudali (90+1' Okumu)                | 45+1' Odjidja-Ofoe 77' Castro-Montes 78' Bezoes                             |
| 6 maart 2022 21:00 Ghelamco Arena Gent Ref.: Nicolas Laforge Toeschouwers: 12.000                         | KAA Gent                                                                                | 2 – 1                                     | Zulte Waregem                                    | Roef Hanche-Olsen, Ngadeu-Ngadjui, Torunarigha Samoise, Kums , Hjulsager, De Sart, Núrio (76' Odjidja-Ofoe) Depoitre, Malede (76' Bezoes)                                                   |                                                                             |
| 6 maart 2022 21:00 Ghelamco Arena Gent Ref.: Nicolas Laforge Toeschouwers: 12.000                         | Depoitre 12' Bezoes 90+4'                                                               | 1 – 0 1 – 1 2 – 1                         | 70' Vossen                                       | Roef Hanche-Olsen, Ngadeu-Ngadjui, Torunarigha Samoise, Kums , Hjulsager, De Sart, Núrio (76' Odjidja-Ofoe) Depoitre, Malede (76' Bezoes)                                                   |                                                                             |
| 13 maart 2022 18:30 Olympisch Stadion Antwerpen Ref.: Kevin Van Damme Toeschouwers: 0                     | Beerschot                                                                               | 0 – 2                                     | KAA Gent                                         | Roef Hanche-Olsen, Okumu, Torunarigha Samoise, Owusu , Castro-Montes (84' Odjidja-Ofoe), De Sart (80' Kums), Operi (80' Núrio) Hjulsager (84' Tissoudali), Lemajić                          | 36' De Sart 68' Lemajić                                                     |
| 13 maart 2022 18:30 Olympisch Stadion Antwerpen Ref.: Kevin Van Damme Toeschouwers: 0                     |                                                                                         | 0 – 1 0 – 2                               | 44' De Sart 65' Lemajić                          | Roef Hanche-Olsen, Okumu, Torunarigha Samoise, Owusu , Castro-Montes (84' Odjidja-Ofoe), De Sart (80' Kums), Operi (80' Núrio) Hjulsager (84' Tissoudali), Lemajić                          | 36' De Sart 68' Lemajić                                                     |
| 20 maart 2022 18:30 Ghelamco Arena Gent Ref.: Jonathan Lardot Toeschouwers: 19.999                        | KAA Gent                                                                                | 1 – 0                                     | Anderlecht                                       | Roef Okumu, Ngadeu-Ngadjui, Torunarigha Samoise (85' Hanche-Olsen), Kums, Hjulsager (80' Owusu), Odjidja-Ofoe , Castro-Montes (85' Núrio) Depoitre (80' Lemajić), Tissoudali (90+3' Bezoes) |                                                                             |
| 20 maart 2022 18:30 Ghelamco Arena Gent Ref.: Jonathan Lardot Toeschouwers: 19.999                        | Tissoudali 81'                                                                          | 1 – 0                                     |                                                  | Roef Okumu, Ngadeu-Ngadjui, Torunarigha Samoise (85' Hanche-Olsen), Kums, Hjulsager (80' Owusu), Odjidja-Ofoe , Castro-Montes (85' Núrio) Depoitre (80' Lemajić), Tissoudali (90+3' Bezoes) |                                                                             |
| 3 april 2022 16:00 Jan Breydelstadion Brugge Ref.: Nicolas Laforge Toeschouwers: 6.572                    | Cercle Brugge                                                                           | 2 – 2                                     | KAA Gent                                         | Roef Okumu, Ngadeu-Ngadjui, Torunarigha Samoise, Kums (90+6' Núrio), Odjidja-Ofoe (45+3' Hjulsager), De Sart, Castro-Montes Depoitre (90+7' Lemajić), Tissoudali                            | 23' Depoitre 86' Hjulsager                                                  |
| 3 april 2022 16:00 Jan Breydelstadion Brugge Ref.: Nicolas Laforge Toeschouwers: 6.572                    | Somers 4' Somers 81'                                                                    | 0 – 1 1 – 1 1 – 2 2 – 2                   | 3' Tissoudali 30' Depoitre                       | Roef Okumu, Ngadeu-Ngadjui, Torunarigha Samoise, Kums (90+6' Núrio), Odjidja-Ofoe (45+3' Hjulsager), De Sart, Castro-Montes Depoitre (90+7' Lemajić), Tissoudali                            | 23' Depoitre 86' Hjulsager                                                  |
| 10 april 2022 18:30 Ghelamco Arena Gent Ref.: Jasper Vergoote Toeschouwers: 19.524                        | KAA Gent                                                                                | 5 – 0                                     | OH Leuven                                        | Roef Hanche-Olsen, Ngadeu-Ngadjui, Torunarigha (87' Godeau) Samoise, Kums , Bezoes (76' Hjulsager), De Sart (85' Owusu), Castro-Montes (85' Núrio) Depoitre (76' Lemajić), Tissoudali       |                                                                             |
| 10 april 2022 18:30 Ghelamco Arena Gent Ref.: Jasper Vergoote Toeschouwers: 19.524                        | De Sart 42' Tissoudali 48' Hjulsager 86' Tissoudali 89' Tissoudali 90+1'                | 1 – 0 2 – 0 3 – 0 4 – 0 5 – 0             |                                                  | Roef Hanche-Olsen, Ngadeu-Ngadjui, Torunarigha (87' Godeau) Samoise, Kums , Bezoes (76' Hjulsager), De Sart (85' Owusu), Castro-Montes (85' Núrio) Depoitre (76' Lemajić), Tissoudali       |                                                                             |

(1): Deze wedstrijd stond oorspronkelijk gepland op 22 augustus, maar werd uitgesteld omwille van de kwalificatiewedstrijden voor de Europe Conference League op 19 en 26 augustus.
(2): Deze wedstrijd stond oorspronkelijk gepland op 18 februari, maar werd uitgesteld omwille van Storm Eunice, die een deel van het dak van de Ghelamco Arena losrukte.

#### Overzicht
| Speeldag  | 1  | 2  | 3  | 4  | 5  | 6  | 7  | 8  | 9  | 10 | 11 | 12 | 13 | 14 | 15 | 16 | 17 | 18 | 19 | 20 | 21 | 22 | 23 | 24 | 25 | 26 | 27 | 28 | 29 | 30 | 31 | 32 | 33 | 34 |
| --------- | -- | -- | -- | -- | -- | -- | -- | -- | -- | -- | -- | -- | -- | -- | -- | -- | -- | -- | -- | -- | -- | -- | -- | -- | -- | -- | -- | -- | -- | -- | -- | -- | -- | -- |
| Resultaat | v  | g  | v  | w  | g  | w  | v  | v  | w  | v  | w  | w  | v  | g  | w  | w  | w  | w  | v  | w  | g  | g  | g  | g  | v  | w  | w  | w  | w  | w  | w  | w  | g  | w  |
| Punten    | 0  | 1  | 1  | 4  | 8  | 7  | 7  | 7  | 11 | 11 | 14 | 17 | 17 | 18 | 21 | 24 | 27 | 30 | 30 | 33 | 34 | 35 | 36 | 37 | 37 | 40 | 43 | 46 | 49 | 52 | 55 | 58 | 59 | 62 |
| Positie   | 14 | 14 | 17 | 12 | 14 | 11 | 15 | 16 | 13 | 14 | 12 | 9  | 10 | 10 | 7  | 7  | 6  | 6  | 6  | 6  | 6  | 5  | 5  | 5  | 6  | 6  | 5  | 5  | 5  | 5  | 5  | 4  | 5  | 5  |

#### Klassement
| Pos | Team               | Wed | W  | G  | V  | Ptn | DV | DT | +/− |      |
| --- | ------------------ | --- | -- | -- | -- | --- | -- | -- | --- | ---- |
| 2   | Club Brugge        | 34  | 21 | 9  | 4  | 72  | 72 | 37 | +35 | PO 1 |
| 3   | RSC Anderlecht     | 34  | 18 | 10 | 6  | 64  | 72 | 36 | +36 | PO 1 |
| 4   | Antwerp FC         | 34  | 19 | 6  | 9  | 63  | 55 | 38 | +17 | PO 1 |
| 5   | KAA Gent           | 34  | 18 | 8  | 8  | 62  | 56 | 30 | +26 | PO 2 |
| 6   | Sporting Charleroi | 34  | 15 | 9  | 10 | 54  | 55 | 46 | +9  | PO 2 |
| 7   | KV Mechelen        | 34  | 15 | 7  | 12 | 52  | 57 | 61 | −4  | PO 2 |
| 8   | KRC Genk           | 34  | 15 | 6  | 13 | 51  | 66 | 47 | +19 | PO 2 |

### Europe play-offs

#### Wedstrijden
| Europe play-offs                                                                                   |                    |                         |                                            | |                                                           |
| Wedstrijddetails                                                                                   | Thuisploeg         | Uitslag                 | Uitploeg                                   | Opstelling | Kaarten                                                   |
| Heenronde                                                                                          |                    |                         |                                            | |                                                           |
| 24 april 2022 16:00 Ghelamco Arena Gent Ref.: Nathan Verboomen Toeschouwers: 18.474                | KAA Gent           | 0 – 1                   | KRC Genk                                   | Roef Hanche-Olsen, Ngadeu-Ngadjui, Torunarigha (41' Okumu) Castro-Montes (80' Owusu), De Sart, Odjidja-Ofoe , Kums, Núrio (80' Godeau) Bezoes (57' Samoise), Lemajić (80' Malede)             | 34' Odjidja-Ofoe 35' Odjidja-Ofoe 41' Lemajić 44' Samoise |
| 24 april 2022 16:00 Ghelamco Arena Gent Ref.: Nathan Verboomen Toeschouwers: 18.474                |                    | 0 – 1                   | 90+1' Németh                               | Roef Hanche-Olsen, Ngadeu-Ngadjui, Torunarigha (41' Okumu) Castro-Montes (80' Owusu), De Sart, Odjidja-Ofoe , Kums, Núrio (80' Godeau) Bezoes (57' Samoise), Lemajić (80' Malede)             | 34' Odjidja-Ofoe 35' Odjidja-Ofoe 41' Lemajić 44' Samoise |
| 30 april 2022 18:30 Stade du Pays de Charleroi Charleroi Ref.: Erik Lambrechts Toeschouwers: 4.985 | Charleroi          | 1 – 3                   | KAA Gent                                   | Roef Okumu, Ngadeu-Ngadjui, Godeau Samoise, Kums , Castro-Montes (84' Owusu), De Sart, Núrio Tissoudali (84' Bruno), Lemajić (72' Bezoes)                                                     | 43' Lemajić                                               |
| 30 april 2022 18:30 Stade du Pays de Charleroi Charleroi Ref.: Erik Lambrechts Toeschouwers: 4.985 | Zorgane 45' (pen.) | 1 – 0 1 – 1 1 – 2 1 – 3 | 53' Lemajić 61' Lemajić 67' Ngadeu-Ngadjui | Roef Okumu, Ngadeu-Ngadjui, Godeau Samoise, Kums , Castro-Montes (84' Owusu), De Sart, Núrio Tissoudali (84' Bruno), Lemajić (72' Bezoes)                                                     | 43' Lemajić                                               |
| 7 mei 2022 20:45 Ghelamco Arena Gent Ref.: Alexandre Boucaut Toeschouwers: 8.363                   | KAA Gent           | 1 – 0                   | KV Mechelen                                | Roef Okumu, Ngadeu-Ngadjui, Godeau Samoise (76' Operi), De Sart, Odjidja-Ofoe (60' Bezoes), Kums, Castro-Montes Tissoudali, Lemajić (76' Malede)                                              | 70' De Sart                                               |
| 7 mei 2022 20:45 Ghelamco Arena Gent Ref.: Alexandre Boucaut Toeschouwers: 8.363                   | Okumu 82'          | 1 – 0                   |                                            | Roef Okumu, Ngadeu-Ngadjui, Godeau Samoise (76' Operi), De Sart, Odjidja-Ofoe (60' Bezoes), Kums, Castro-Montes Tissoudali, Lemajić (76' Malede)                                              | 70' De Sart                                               |
| Terugronde                                                                                         |                    |                         |                                            | |                                                           |
| 10 mei 2022 18:45 AFAS Stadion Achter de Kazerne Mechelen Ref.: Jan Boterberg Toeschouwers: 8.213  | KV Mechelen        | 1 – 2                   | KAA Gent                                   | Roef Hanche-Olsen (67' Okumu), Ngadeu-Ngadjui, Godeau Castro-Montes, Owusu, Odjidja-Ofoe (67' De Sart), Kums, Núrio Malede (67' Bezoes), Lemajić (67' Tissoudali)                             | 85' Bezoes 87' Godeau 90' Owusu                           |
| 10 mei 2022 18:45 AFAS Stadion Achter de Kazerne Mechelen Ref.: Jan Boterberg Toeschouwers: 8.213  | Hairemans 89'      | 0 – 1 1 – 1 1 – 2       | 36' Ngadeu-Ngadjui 90+4' Tissoudali        | Roef Hanche-Olsen (67' Okumu), Ngadeu-Ngadjui, Godeau Castro-Montes, Owusu, Odjidja-Ofoe (67' De Sart), Kums, Núrio Malede (67' Bezoes), Lemajić (67' Tissoudali)                             | 85' Bezoes 87' Godeau 90' Owusu                           |
| 15 mei 2022 16:00 Cegeka Arena Genk Ref.: Nicolas Laforge Toeschouwers: 15.729                     | KRC Genk           | 0 – 2                   | KAA Gent                                   | Roef Hanche-Olsen, Godeau, Torunarigha Samoise, Kums, Odjidja-Ofoe (82' Bezoes), Owusu (89' Malede), Castro-Montes (78' Núrio) Tissoudali (89' Marreh), Lemajić (46' De Sart)                 | 35' Hanche-Olsen 64' Godeau 68' Odjidja-Ofoe              |
| 15 mei 2022 16:00 Cegeka Arena Genk Ref.: Nicolas Laforge Toeschouwers: 15.729                     |                    | 0 – 1 0 – 2             | 28' Tissoudali 72' Odjidja-Ofoe            | Roef Hanche-Olsen, Godeau, Torunarigha Samoise, Kums, Odjidja-Ofoe (82' Bezoes), Owusu (89' Malede), Castro-Montes (78' Núrio) Tissoudali (89' Marreh), Lemajić (46' De Sart)                 | 35' Hanche-Olsen 64' Godeau 68' Odjidja-Ofoe              |
| 21 mei 2022 20:45 Ghelamco Arena Gent Ref.: Wesli De Cremer Toeschouwers: 8.747                    | KAA Gent           | 1 – 2                   | Charleroi                                  | Fortin (46' De Schrevel) Hanche-Olsen, Ngadeu-Ngadjui (90' Cissé), Torunarigha (79' Godeau) Samoise, Kums (84' Marreh), Odjidja-Ofoe , Owusu, Núrio Castro-Montes, Tissoudali (90+1' Malede), | 44' Tissoudali                                            |
| 21 mei 2022 20:45 Ghelamco Arena Gent Ref.: Wesli De Cremer Toeschouwers: 8.747                    | Ngadeu-Ngadjui 40' | 0 – 1 1 – 1 1 – 2       | 16' Gholizadeh 90+2' Heymans               | Fortin (46' De Schrevel) Hanche-Olsen, Ngadeu-Ngadjui (90' Cissé), Torunarigha (79' Godeau) Samoise, Kums (84' Marreh), Odjidja-Ofoe , Owusu, Núrio Castro-Montes, Tissoudali (90+1' Malede), | 44' Tissoudali                                            |

#### Overzicht
| Speeldag  | 1  | 2  | 3  | 4  | 5  | 6  |
| --------- | -- | -- | -- | -- | -- | -- |
| Resultaat | v  | w  | w  | w  | w  | v  |
| Punten    | 31 | 34 | 37 | 40 | 43 | 43 |
| Positie   | 1  | 1  | 1  | 1  | 1  | 1  |

#### Klassement
| Pos | Team               | Wed | W | G | V | Ptn | DV | DT | +/− |                          |     | GNT | GNK | CHA | KVM |
| --- | ------------------ | --- | - | - | - | --- | -- | -- | --- | ------------------------ | --- | --- | --- | --- | --- |
| 1   | KAA Gent (C)       | 6   | 4 | 0 | 2 | 43  | 9  | 5  | +4  | Voorrondes Europa League |     | —   | 0–1 | 1–2 | 1–0 |
| 2   | KRC Genk           | 6   | 3 | 2 | 1 | 37  | 10 | 8  | +2  |                          |     | 0–2 | —   | 3–2 | 4–2 |
| 3   | Sporting Charleroi | 6   | 2 | 1 | 3 | 34  | 10 | 12 | −2  |                          | 1–3 | 2–2 | —   | 3–2 |     |
| 4   | KV Mechelen        | 6   | 1 | 1 | 4 | 30  | 6  | 10 | −4  |                          | 1–2 | 0–0 | 1–0 | —   |     |

1. ↑  KAA Gent kwalificeerde zich als bekerwinnaar voor de voorrondes van de UEFA Europa League

## Beker van België
| Beker van België                                                                               |                                                             |                                                                   |                                                | |                                                                           |
| Wedstrijddetails                                                                               | Thuisploeg                                                  | Uitslag                                                           | Uitploeg                                       | Opstelling | Kaarten                                                                   |
| 1/16e finale                                                                                   |                                                             |                                                                   |                                                | |                                                                           |
| 27 oktober 2021 20:00 Ghelamco Arena Gent Ref.: Quentin Pirard Toeschouwers:                   | KAA Gent                                                    | 4 – 0                                                             | Belisia Bilzen (2e Nat.)                       | Bolat Marreh, Godeau, Okumu (46' Hanche-Olsen) Castro-Montes, Owusu (51' Oladoye), Tsjakvetadze (65' Bayo), Odjidja-Ofoe (51' Hjulsager), Operi Bruno, Mboyo (65' Melda)                                |                                                                           |
| 27 oktober 2021 20:00 Ghelamco Arena Gent Ref.: Quentin Pirard Toeschouwers:                   | Odjidja-Ofoe 6' Okumu 24' Mboyo 43' Tsjakvetadze 64' (pen.) | 1 – 0 2 – 0 3 – 0 4 – 0                                           |                                                | Bolat Marreh, Godeau, Okumu (46' Hanche-Olsen) Castro-Montes, Owusu (51' Oladoye), Tsjakvetadze (65' Bayo), Odjidja-Ofoe (51' Hjulsager), Operi Bruno, Mboyo (65' Melda)                                |                                                                           |
| 1/8e finale                                                                                    |                                                             |                                                                   |                                                | |                                                                           |
| 1 december 2021 20:00 Soevereinstadion Lommel Ref.: Christof Dierick Toeschouwers: 1.250       | Lommel SK (1B)                                              | 0 – 2                                                             | KAA Gent                                       | Bolat Hanche-Olsen, Okumu, Godeau Castro-Montes, De Sart, Odjidja-Ofoe (73' Owusu), Kums (85' Marreh), Núrio (85' Samoise) Depoitre (85' Melda), Tissoudali (85' Bruno)                                 | 19' Godeau                                                                |
| 1 december 2021 20:00 Soevereinstadion Lommel Ref.: Christof Dierick Toeschouwers: 1.250       |                                                             | 0 – 1 0 – 2                                                       | 18' De Sart 76' (pen.) De Sart                 | Bolat Hanche-Olsen, Okumu, Godeau Castro-Montes, De Sart, Odjidja-Ofoe (73' Owusu), Kums (85' Marreh), Núrio (85' Samoise) Depoitre (85' Melda), Tissoudali (85' Bruno)                                 | 19' Godeau                                                                |
| Kwartfinale                                                                                    |                                                             |                                                                   |                                                | |                                                                           |
| 22 december 2021 20:30 Ghelamco Arena Gent Ref.: Jonathan Lardot Toeschouwers: 9.276           | KAA Gent                                                    | 3 – 1                                                             | Standard Luik                                  | Bolat Hanche-Olsen, Ngadeu-Ngadjui, Okumu Samoise, De Sart, Odjidja-Ofoe (6' Hjulsager (87' Owusu)), Kums, Núrio Depoitre, Tissoudali                                                                   | 24' Hjulsager                                                             |
| 22 december 2021 20:30 Ghelamco Arena Gent Ref.: Jonathan Lardot Toeschouwers: 9.276           | Kums 8' Tissoudali 53' Tissoudali 90+3'                     | 1 – 0 1 – 1 2 – 1 3 – 1                                           | 47' Dønnum                                     | Bolat Hanche-Olsen, Ngadeu-Ngadjui, Okumu Samoise, De Sart, Odjidja-Ofoe (6' Hjulsager (87' Owusu)), Kums, Núrio Depoitre, Tissoudali                                                                   | 24' Hjulsager                                                             |
| Halve finale                                                                                   |                                                             |                                                                   |                                                | |                                                                           |
| 2 februari 2022 20:45 Ghelamco Arena Gent Ref.: Nathan Verboomen Toeschouwers: 14.000          | KAA Gent                                                    | 0 – 1                                                             | Club Brugge                                    | Bolat Hanche-Olsen, Okumu, Godeau Samoise, Kums , Hjulsager (65' Odjidja-Ofoe), De Sart, Castro-Montes Lemajić (64' Depoitre), Tissoudali                                                               | 45' Tissoudali                                                            |
| 2 februari 2022 20:45 Ghelamco Arena Gent Ref.: Nathan Verboomen Toeschouwers: 14.000          |                                                             | 0 – 1                                                             | 57' De Ketelaere                               | Bolat Hanche-Olsen, Okumu, Godeau Samoise, Kums , Hjulsager (65' Odjidja-Ofoe), De Sart, Castro-Montes Lemajić (64' Depoitre), Tissoudali                                                               | 45' Tissoudali                                                            |
| 2 maart 2022 20:45 Jan Breydelstadion Brugge Ref.: Erik Lambrechts Toeschouwers: 20.000        | Club Brugge                                                 | 0 – 3 (1 – 3)                                                     | KAA Gent                                       | Roef Okumu, Ngadeu-Ngadjui, Torunarigha (77' Hanche-Olsen) Samoise (82' Núrio), De Sart, Odjidja-Ofoe (77' Hjulsager), Kums, Castro-Montes Depoitre, Tissoudali                                         | 44' De Sart 54' Tissoudali 69' Torunarigha 78' Samoise 90+4' Hanche-Olsen |
| 2 maart 2022 20:45 Jan Breydelstadion Brugge Ref.: Erik Lambrechts Toeschouwers: 20.000        |                                                             | 0 – 1 0 – 2 0 – 3                                                 | 3' Odjidja-Ofoe 36' Castro-Montes 55' Depoitre | Roef Okumu, Ngadeu-Ngadjui, Torunarigha (77' Hanche-Olsen) Samoise (82' Núrio), De Sart, Odjidja-Ofoe (77' Hjulsager), Kums, Castro-Montes Depoitre, Tissoudali                                         | 44' De Sart 54' Tissoudali 69' Torunarigha 78' Samoise 90+4' Hanche-Olsen |
| Finale                                                                                         |                                                             |                                                                   |                                                | |                                                                           |
| 18 april 2022 15:00 Koning Boudewijnstadion Brussel Ref.: Lawrence Visser Toeschouwers: 42.500 | KAA Gent                                                    | 0 – 0 (n.v.) (4 – 3) (n.s.)                                       | Anderlecht                                     | Roef Okumu, Ngadeu-Ngadjui, Torunarigha Samoise (105' Hanche-Olsen), De Sart, Odjidja-Ofoe (69' Hjulsager (90+2' Núrio)), Kums (105' Owusu), Castro-Montes Bezoes (89' Lemajić), Tissoudali (90' Melda) | 114' Owusu                                                                |
| 18 april 2022 15:00 Koning Boudewijnstadion Brussel Ref.: Lawrence Visser Toeschouwers: 42.500 | De Sart Hanche-Olsen Castro-Montes Lemajić Ngadeu-Ngadjui   | Pen.: 1 – 0 1 – 1 2 – 1 2 – 2 3 – 2 3 – 3 4 – 3 4 – 3 4 – 3 4 – 3 | Gómez Raman Kana Cullen Murillo                | Roef Okumu, Ngadeu-Ngadjui, Torunarigha Samoise (105' Hanche-Olsen), De Sart, Odjidja-Ofoe (69' Hjulsager (90+2' Núrio)), Kums (105' Owusu), Castro-Montes Bezoes (89' Lemajić), Tissoudali (90' Melda) | 114' Owusu                                                                |

## Europees

### UEFA Europa Conference League

#### Voorrondes
| UEFA Europa Conference League                                                                      |                                                     |                         |                          | |                                                                         |
| Wedstrijddetails                                                                                   | Thuisploeg                                          | Uitslag                 | Uitploeg                 | Opstelling | Kaarten                                                                 |
| Tweede kwalificatieronde                                                                           |                                                     |                         |                          | |                                                                         |
| 22 juli 2021 20:30 Ghelamco Arena Gent Ref.: Mario Zebec Toeschouwers: 3.823                       | KAA Gent                                            | 4 – 0                   | Vålerenga IF             | Bolat Hanche-Olsen, Ngadeu-Ngadjui, Godeau, Operi (75' Núrio) Castro-Montes, Odjidja-Ofoe (83' Owusu), Hjulsager (60' Kums), De Sart Bruno (83' Bayo), Tissoudali (75' Melda)   | 90+4' Castro-Montes 90+4' De Sart                                       |
| 22 juli 2021 20:30 Ghelamco Arena Gent Ref.: Mario Zebec Toeschouwers: 3.823                       | Bruno 11' Tissoudali 39' Odjidja-Ofoe 56' Melda 88' | 1 – 0 2 – 0 3 – 0 4 – 0 |                          | Bolat Hanche-Olsen, Ngadeu-Ngadjui, Godeau, Operi (75' Núrio) Castro-Montes, Odjidja-Ofoe (83' Owusu), Hjulsager (60' Kums), De Sart Bruno (83' Bayo), Tissoudali (75' Melda)   | 90+4' Castro-Montes 90+4' De Sart                                       |
| 29 juli 2021 19:00 Intility Arena Oslo Ref.: Kirill Levnikov Toeschouwers: 2.000                   | Vålerenga IF                                        | 2 – 0 (2 – 4)           | KAA Gent                 | Roef Hanche-Olsen, Okumu, Godeau, Núrio Castro-Montes (69' Hjulsager), Odjidja-Ofoe (46' De Sart), Samoise, Kums Tissoudali (74' Melda), Depoitre (46' Bayo)                    | 72' Núrio                                                               |
| 29 juli 2021 19:00 Intility Arena Oslo Ref.: Kirill Levnikov Toeschouwers: 2.000                   | Okumu 12' (e.d.) Näsberg 82'                        | 1 – 0 2 – 0             |                          | Roef Hanche-Olsen, Okumu, Godeau, Núrio Castro-Montes (69' Hjulsager), Odjidja-Ofoe (46' De Sart), Samoise, Kums Tissoudali (74' Melda), Depoitre (46' Bayo)                    | 72' Núrio                                                               |
| Derde kwalificatieronde                                                                            |                                                     |                         |                          | |                                                                         |
| 5 augustus 2021 20:30 Ghelamco Arena Gent Ref.: Mohammed Al-Hakim Toeschouwers: 3.887              | KAA Gent                                            | 2 – 2                   | FK RFS                   | Bolat Okumu, Ngadeu-Ngadjui, Godeau (70' Depoitre), Operi Castro-Montes, Oladoye, Hjulsager (84' Melda), Kums (70' Odjidja-Ofoe) Bruno, Tissoudali (84' Bezoes)                 |                                                                         |
| 5 augustus 2021 20:30 Ghelamco Arena Gent Ref.: Mohammed Al-Hakim Toeschouwers: 3.887              | Oladoye 53' Tissoudali 78'                          | 0 – 1 0 – 2 1 – 2 2 – 2 | 12' Lemajić 29' Šimkovič | Bolat Okumu, Ngadeu-Ngadjui, Godeau (70' Depoitre), Operi Castro-Montes, Oladoye, Hjulsager (84' Melda), Kums (70' Odjidja-Ofoe) Bruno, Tissoudali (84' Bezoes)                 |                                                                         |
| 12 augustus 2021 19:00 Slokas-stadion Jūrmala Ref.: Rade Obrenovič Toeschouwers: 1.507             | FK RFS                                              | 0 – 1 (2 – 3)           | KAA Gent                 | Bolat Okumu, Ngadeu-Ngadjui, Godeau, Operi (80' Núrio) Castro-Montes, Odjidja-Ofoe , Hjulsager (64' Tsjakvetadze), De Sart Bruno (64' Depoitre), Tissoudali (90+1' Marreh)      | 72' De Sart 81' Okumu                                                   |
| 12 augustus 2021 19:00 Slokas-stadion Jūrmala Ref.: Rade Obrenovič Toeschouwers: 1.507             |                                                     | 0 – 1                   | 74' Okumu                | Bolat Okumu, Ngadeu-Ngadjui, Godeau, Operi (80' Núrio) Castro-Montes, Odjidja-Ofoe , Hjulsager (64' Tsjakvetadze), De Sart Bruno (64' Depoitre), Tissoudali (90+1' Marreh)      | 72' De Sart 81' Okumu                                                   |
| Play-offronde                                                                                      |                                                     |                         |                          | |                                                                         |
| 19 augustus 2021 18:00 Stadion Miejski Bielsko-Biała Ref.: Alejandro Hernández Toeschouwers: 7.411 | Raków Częstochowa                                   | 1 – 0                   | KAA Gent                 | Bolat Hanche-Olsen, Ngadeu-Ngadjui, Okumu, Núrio Castro-Montes (81' Samoise), Odjidja-Ofoe , Hjulsager (69' Bezoes), De Sart (81' Kums) Depoitre, Tissoudali (69' Tsjakvetadze) | 68' Ngadeu-Ngadjui 69' Depoitre 82' Odjidja-Ofoe 89' Núrio 90+10' Bolat |
| 19 augustus 2021 18:00 Stadion Miejski Bielsko-Biała Ref.: Alejandro Hernández Toeschouwers: 7.411 | Niewulis 53'                                        | 1 – 0                   |                          | Bolat Hanche-Olsen, Ngadeu-Ngadjui, Okumu, Núrio Castro-Montes (81' Samoise), Odjidja-Ofoe , Hjulsager (69' Bezoes), De Sart (81' Kums) Depoitre, Tissoudali (69' Tsjakvetadze) | 68' Ngadeu-Ngadjui 69' Depoitre 82' Odjidja-Ofoe 89' Núrio 90+10' Bolat |
| 26 augustus 2021 20:00 Ghelamco Arena Gent Ref.: Aliyar Ağayev Toeschouwers: 10.096                | KAA Gent                                            | 3 – 0 (3 – 1)           | Raków Częstochowa        | Bolat Hanche-Olsen, Ngadeu-Ngadjui, Okumu, Núrio Castro-Montes, Odjidja-Ofoe (81' Oladoye), Hjulsager (46' De Sart), Kums Depoitre (86' Bayo), Tissoudali (81' Tsjakvetadze)    | 54' Kums 78' Odjidja-Ofoe                                               |
| 26 augustus 2021 20:00 Ghelamco Arena Gent Ref.: Aliyar Ağayev Toeschouwers: 10.096                | Tissoudali 45+3' Odjidja-Ofoe 71' De Sart 73'       | 1 – 0 2 – 0 3 – 0       |                          | Bolat Hanche-Olsen, Ngadeu-Ngadjui, Okumu, Núrio Castro-Montes, Odjidja-Ofoe (81' Oladoye), Hjulsager (46' De Sart), Kums Depoitre (86' Bayo), Tissoudali (81' Tsjakvetadze)    | 54' Kums 78' Odjidja-Ofoe                                               |

#### Groepsfase
| UEFA Europa Conference League                                                                   |                            |             |                      | |                                |
| Wedstrijddetails                                                                                | Thuisploeg                 | Uitslag     | Uitploeg             | Opstelling | Kaarten                        |
| Heenronde                                                                                       |                            |             |                      | |                                |
| 16 september 2021 21:00 A. Le Coq Arena Tallinn Ref.: Trustin Farrugia Cann Toeschouwers: 2.666 | Flora Tallinn              | 0 – 1       | KAA Gent             | Bolat Hanche-Olsen, Ngadeu-Ngadjui, Godeau Castro-Montes, Kums (63' De Sart), Bezoes (63' Tissoudali), Owusu, Operi (83' Núrio) Lemajić (90+4' Oladoye), Depoitre (63' Mboyo)         | 90+1' Núrio                    |
| 16 september 2021 21:00 A. Le Coq Arena Tallinn Ref.: Trustin Farrugia Cann Toeschouwers: 2.666 |                            | 0 – 1       | 54' Lemajić          | Bolat Hanche-Olsen, Ngadeu-Ngadjui, Godeau Castro-Montes, Kums (63' De Sart), Bezoes (63' Tissoudali), Owusu, Operi (83' Núrio) Lemajić (90+4' Oladoye), Depoitre (63' Mboyo)         | 90+1' Núrio                    |
| 30 september 2021 18:45 Ghelamco Arena Gent Ref.: Filip Glova Toeschouwers: 10.209              | KAA Gent                   | 2 – 0       | Anorthosis Famagusta | Bolat Hanche-Olsen, Ngadeu-Ngadjui, Okumu Castro-Montes (84' Samoise), Owusu (84' Oladoye), Kums (84' De Sart), Núrio Bezoes (71' Odjidja-Ofoe), Lemajić (71' Depoitre), Tissoudali   | 64' Okumu                      |
| 30 september 2021 18:45 Ghelamco Arena Gent Ref.: Filip Glova Toeschouwers: 10.209              | Correa 28' (e.d.) Kums 81' | 1 – 0 2 – 0 |                      | Bolat Hanche-Olsen, Ngadeu-Ngadjui, Okumu Castro-Montes (84' Samoise), Owusu (84' Oladoye), Kums (84' De Sart), Núrio Bezoes (71' Odjidja-Ofoe), Lemajić (71' Depoitre), Tissoudali   | 64' Okumu                      |
| 21 oktober 2021 21:00 Partizanstadion Belgrado Ref.: Robert Madden Toeschouwers: 8.943          | FK Partizan                | 0 – 1       | KAA Gent             | Bolat Hanche-Olsen, Ngadeu-Ngadjui, Okumu Samoise, Owusu (90+4' Oladoye), Kums (77' De Sart), Núrio (90+3' Godeau) Odjidja-Ofoe (77' Bezoes), Depoitre, Tsjakvetadze (80' Mboyo)      | 5' Odjidja-Ofoe                |
| 21 oktober 2021 21:00 Partizanstadion Belgrado Ref.: Robert Madden Toeschouwers: 8.943          |                            | 0 – 1       | 59' Kums             | Bolat Hanche-Olsen, Ngadeu-Ngadjui, Okumu Samoise, Owusu (90+4' Oladoye), Kums (77' De Sart), Núrio (90+3' Godeau) Odjidja-Ofoe (77' Bezoes), Depoitre, Tsjakvetadze (80' Mboyo)      | 5' Odjidja-Ofoe                |
| Terugronde                                                                                      |                            |             |                      | |                                |
| 4 november 2021 18:45 Ghelamco Arena Gent Ref.: Chris Kavanagh Toeschouwers: 10.595             | KAA Gent                   | 1 – 1       | FK Partizan          | Bolat Hanche-Olsen, Ngadeu-Ngadjui, Okumu Castro-Montes (90' Samoise), Owusu (71' De Sart), Odjidja-Ofoe (71' Tsjakvetadze), Kums, Núrio Bezoes (71' Tissoudali), Depoitre            |                                |
| 4 november 2021 18:45 Ghelamco Arena Gent Ref.: Chris Kavanagh Toeschouwers: 10.595             | Tissoudali 80'             | 0 – 1 1 – 1 | 66' Urošević         | Bolat Hanche-Olsen, Ngadeu-Ngadjui, Okumu Castro-Montes (90' Samoise), Owusu (71' De Sart), Odjidja-Ofoe (71' Tsjakvetadze), Kums, Núrio Bezoes (71' Tissoudali), Depoitre            |                                |
| 25 november 2021 21:00 GSP-stadion Nicosia Ref.: Urs Schnyder Toeschouwers: 2.573               | Anorthosis Famagusta       | 1 – 0       | KAA Gent             | Bolat Hanche-Olsen, Ngadeu-Ngadjui , Godeau Castro-Montes (63' Samoise), De Sart, Owusu (81' Mboyo), Operi Bezoes (63' Tissoudali), Lemajić (62' Depoitre), Bruno (62' Odjidja-Ofoe)  | 30' Owusu 61' Bezoes 70' Operi |
| 25 november 2021 21:00 GSP-stadion Nicosia Ref.: Urs Schnyder Toeschouwers: 2.573               | Christodoulopoulos 27'     | 1 – 0       |                      | Bolat Hanche-Olsen, Ngadeu-Ngadjui , Godeau Castro-Montes (63' Samoise), De Sart, Owusu (81' Mboyo), Operi Bezoes (63' Tissoudali), Lemajić (62' Depoitre), Bruno (62' Odjidja-Ofoe)  | 30' Owusu 61' Bezoes 70' Operi |
| 9 december 2021 18:45 Ghelamco Arena Gent Ref.: Kaspar Sjöberg Toeschouwers: 7.421              | KAA Gent                   | 1 – 0       | Flora Tallinn        | Roef Hanche-Olsen, Ngadeu-Ngadjui (61' Cissé), Godeau Castro-Montes, De Sart (61' Odjidja-Ofoe), Owusu, Operi Bruno (70' Tissoudali), Tsjakvetadze (71' Bezoes), Mboyo (70' Depoitre) |                                |
| 9 december 2021 18:45 Ghelamco Arena Gent Ref.: Kaspar Sjöberg Toeschouwers: 7.421              | Bruno 51'                  | 1 – 0       |                      | Roef Hanche-Olsen, Ngadeu-Ngadjui (61' Cissé), Godeau Castro-Montes, De Sart (61' Odjidja-Ofoe), Owusu, Operi Bruno (70' Tissoudali), Tsjakvetadze (71' Bezoes), Mboyo (70' Depoitre) |                                |

Groep B
| #  | Club                 | GS | W | G | V | DV | DT | DS | PTN |
| -- | -------------------- | -- | - | - | - | -- | -- | -- | --- |
| 1. | KAA Gent             | 6  | 4 | 1 | 1 | 6  | 2  | +4 | 13  |
| 2. | FK Partizan          | 6  | 2 | 2 | 2 | 6  | 4  | +2 | 8   |
| 3. | Anorthosis Famagusta | 6  | 1 | 3 | 2 | 6  | 9  | -3 | 6   |
| 4. | Flora Tallinn        | 6  | 1 | 2 | 3 | 5  | 8  | -3 | 5   |

#### Knock-outfase
| UEFA Europa Conference League                                                               |               |                   |                                | |                                            |
| Wedstrijddetails                                                                            | Thuisploeg    | Uitslag           | Uitploeg                       | Opstelling | Kaarten                                    |
| Achtste finale                                                                              |               |                   |                                | |                                            |
| 10 maart 2022 18:45 Toumbastadion Thessaloniki Ref.: Bartosz Frankowski Toeschouwers: 9.098 | PAOK Saloniki | 1 – 0             | KAA Gent                       | Roef Hanche-Olsen, Ngadeu-Ngadjui, Okumu (46' Torunarigha) Samoise, De Sart, Odjidja-Ofoe , Kums, Castro-Montes Depoitre, Hjulsager (82' Tissoudali)                       | 2' Okumu 83' Torunarigha 87' Castro-Montes |
| 10 maart 2022 18:45 Toumbastadion Thessaloniki Ref.: Bartosz Frankowski Toeschouwers: 9.098 | Kurtić 58'    | 1 – 0             |                                | Roef Hanche-Olsen, Ngadeu-Ngadjui, Okumu (46' Torunarigha) Samoise, De Sart, Odjidja-Ofoe , Kums, Castro-Montes Depoitre, Hjulsager (82' Tissoudali)                       | 2' Okumu 83' Torunarigha 87' Castro-Montes |
| 17 maart 2022 21:00 Ghelamco Arena Gent Ref.: Daniel Siebert Toeschouwers: 12.388           | KAA Gent      | 1 – 2 (1 – 3)     | PAOK Saloniki                  | Roef Okumu, Ngadeu-Ngadjui, Torunarigha Samoise (85' Núrio), Owusu, Odjidja-Ofoe (82' Hjulsager), Kums, Castro-Montes (85' Hanche-Olsen) Depoitre, Tissoudali (82' Bezoes) | 32' Odjidja-Ofoe 71' Owusu                 |
| 17 maart 2022 21:00 Ghelamco Arena Gent Ref.: Daniel Siebert Toeschouwers: 12.388           | Depoitre 40'  | 0 – 1 1 – 1 1 – 2 | 20' Crespo 77' Douglas Augusto | Roef Okumu, Ngadeu-Ngadjui, Torunarigha Samoise (85' Núrio), Owusu, Odjidja-Ofoe (82' Hjulsager), Kums, Castro-Montes (85' Hanche-Olsen) Depoitre, Tissoudali (82' Bezoes) | 32' Odjidja-Ofoe 71' Owusu                 |